# Afrique romaine
Vous lisez un « bon article » labellisé en 2008.
146 av. J.-C. – 711
Entités précédentes :
- Carthage
- Royaume de Numidie
- Maurétanie

Entités suivantes :
- Royaume des Maures et des Romains
- Royaume vandale

L'expression Afrique romaine peut désigner soit les terres d'Afrique du Nord dominées par Rome de l'Atlantique à la mer Rouge, soit la part romanisée de l'Afrique (côtes de l'Afrique du Nord occidentale à l'ouest de la Petite Syrte, actuel Maghreb).

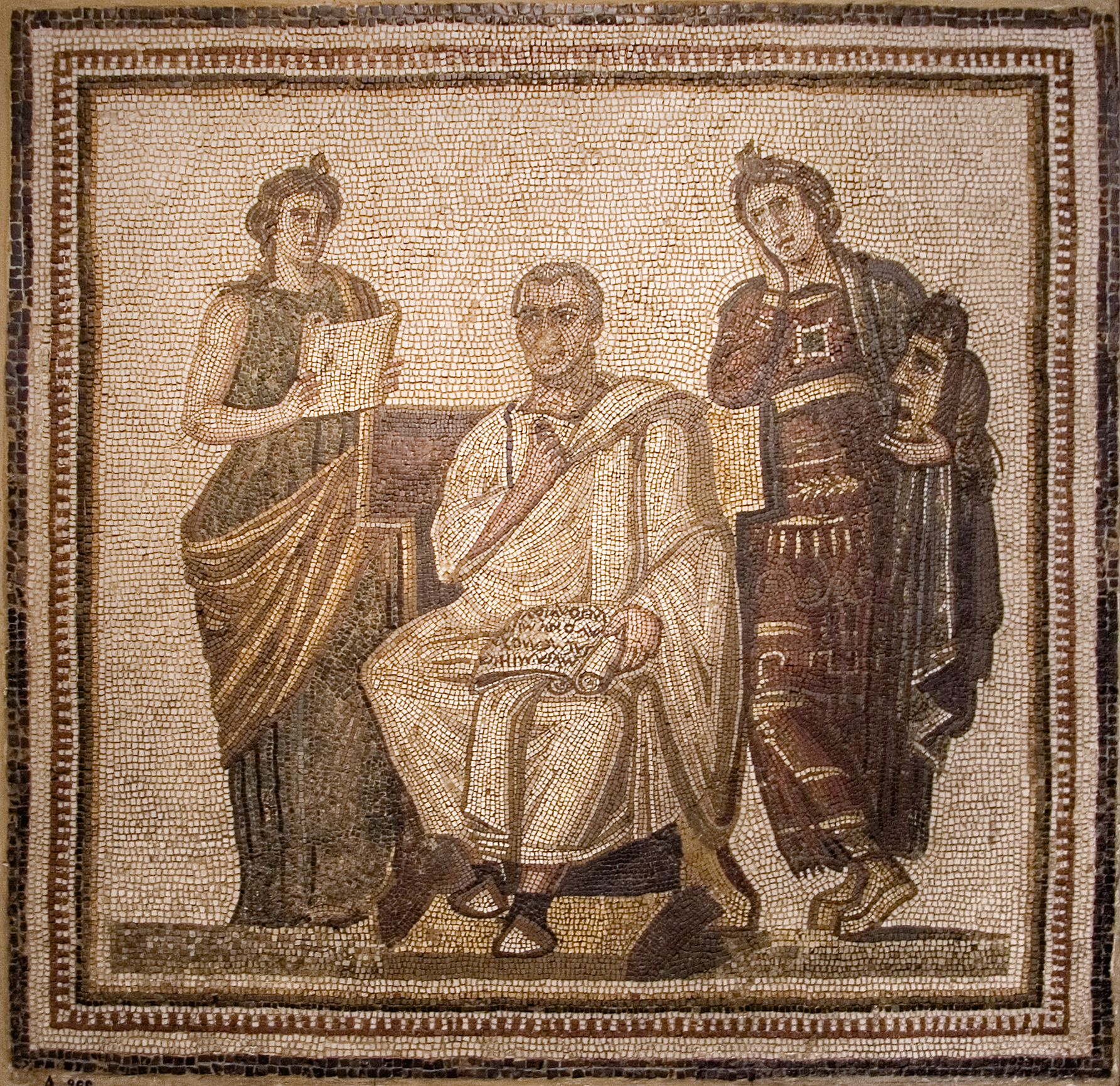
Mosaïque dite de Virgile et les Muses, expression de la latinité à l'œuvre dans l'art africain.
Mosaïque découverte à Hadrumète en 1895, datée du début du IIIe siècle - conservée au musée du Bardo, à Tunis.

## Cadre géographique et humain

Provinces de l'Afrique romaine après la réforme de Dioclétien.

### Géographie
L’Afrique romaine occidentale s'étend, d'ouest en est, des côtes atlantiques de l'actuel Maroc aux déserts de la Grande Syrte. Après la réforme territoriale et administrative de Dioclétien en 303, elle comprend huit provinces romaines (d'ouest en est) : la Maurétanie tingitane, la Maurétanie césarienne, la Maurétanie sétifienne, la Numidie militaire, la Numidie cirtéenne, l'Afrique proconsulaire, la Byzacène et la Tripolitaine dans la continuité territoriale de l'Africa punique.
L’Afrique romaine orientale comprend les provinces de Cyrénaïque et d'Égypte, qui n'ont pas été romanisées et reçoivent un traitement à part dans les sources antiques. Situées à l'est de la Grande Syrte, elles sont culturellement rattachées à l'aire hellénistique, clairement distincte de la zone punique puis romaine. Administrativement, l'Égypte a toujours été un cas à part dans l'Empire romain ; quant à la Cyrénaïque, elle a été plusieurs fois rattachée à la Crète, terre habitée la plus proche,,.

### Peuplement
Les habitants de l'Afrique romaine peuvent être sédentaires, tels les Maures, localisés dans la partie occidentale, les Numides au centre et les Égyptiens à l'est, ou bien nomades, tels les Gétules, les Garamantes et les Libyens dans les régions plus désertiques. Les nomades, auxquels les Romains, au début de leur avancée, n'accordent que peu d'intérêt, vivent principalement de l'élevage qui nécessite des déplacements saisonniers afin que les troupeaux puissent paître et s'abreuver, et de commerce transsaharien. Les successeurs d'Auguste, jusqu'à Septime Sévère, vont repousser toujours plus loin vers le sud et l'ouest les nomades en offrant leurs terres aux peuples sédentaires.
En Afrique du Nord, les sources anciennes, grecques et romaines (Hérodote, Strabon, Pline et Pomponius Mela), distinguent une zone urbanisée, une zone tribale où domine le pastoralisme, et une zone méridionale peuplée de nomades, nommée Gétulie,.
Pline l'Ancien dénombre 516 peuples entre l'Ampsaga et les « Autels des Philènes », dans la grande Proconsulaire. L'importance numérique et la place de ces tribus dans les sources sont très variables.
- Autololes
- Baniurae
- Baquates
- Bavares
- Cinithii
- Garamantes
- Gétules
- Marchubi
- Massyles
- Musulames
- Musuni
- Nasamons
- Nattabutes
- Nicives
- Nybgentii
- Quinquegentanei
- Suburbures
- Vamacures
- Zegrenses

## Histoire

### États d'Afrique à la veille de la conquête romaine

Zones d'influence de Rome et Carthage en Méditerranée avant les guerres puniques en -279.

Pour maintenir son emprise sur la région, Rome cherche à entretenir, dès la fin de la deuxième guerre punique (218-202), les divisions entre les différents royaumes d'Afrique du Nord (Massyli, Numidae, Mauri, Getulae) qui sont souvent en conflit.
En 203 av. J.-C., Massinissa, roi des Massyles, s'allie à la République romaine contre Carthage et le roi Syphax. Son apport est décisif dans la victoire romaine mais la puissance de son royaume, à l'instar de celle de la république carthaginoise, est incompatible avec les intérêts romains. Pendant une cinquantaine d'années, Rome entretient des relations diplomatiques et commerciales avec Massinissa et Carthage, et leur achète du blé en cas de besoin. Massinissa unifie le royaume numide en -148 et a des vues sur le territoire carthaginois, mais sa mort met fin à cette volonté expansionniste.

### De la conquête au Haut-Empire

#### De la conquête à la fin de la République romaine
Marcel Le Glay constate : « Punico-romaine jusqu'à César, romano-punique ensuite, l'Afrique du Nord ne devint vraiment romaine que sous les Flaviens ».
| Évolution administrative des provinces africaines | Évolution administrative des provinces africaines | Évolution administrative des provinces africaines | Évolution administrative des provinces africaines | Évolution administrative des provinces africaines | Évolution administrative des provinces africaines | Évolution administrative des provinces africaines | Évolution administrative des provinces africaines |
| ------------------------------------------------- | ------------------------------------------------- | ------------------------------------------------- | ------------------------------------------------- | ------------------------------------------------- | ------------------------------------------------- | ------------------------------------------------- | ------------------------------------------------- |
| Avant la conquête                                 | Carthage                                          | Carthage                                          | Carthage                                          | Royaume de Numidie orientale                      | Royaume de Numidie occidentale                    | Royaume de Numidie occidentale                    | Royaume de Maurétanie                             |
| 146 av. J.-C.                                     | Africa                                            | Africa                                            | Africa                                            | Numidie                                           | Numidie                                           | Numidie                                           | Maurétanie                                        |
| 105 av. J.-C.                                     | Africa                                            | Africa                                            | Africa                                            | Numidie                                           | Maurétanie orientale                              | Maurétanie orientale                              | Maurétanie occidentale                            |
| 45 av. J.-C.                                      | Africa Vetus                                      | Africa Vetus                                      | Africa Vetus                                      | Africa Nova                                       | Maurétanie orientale                              | Maurétanie orientale                              | Maurétanie occidentale                            |
| 27 av. J.-C.                                      | Afrique proconsulaire                             | Afrique proconsulaire                             | Afrique proconsulaire                             | Afrique proconsulaire                             | Royaume de Maurétanie                             | Royaume de Maurétanie                             | Royaume de Maurétanie                             |
| 40 – 42                                           | Afrique proconsulaire                             | Afrique proconsulaire                             | Afrique proconsulaire                             | Afrique proconsulaire                             | Maurétanie                                        | Maurétanie                                        | Maurétanie                                        |
| avant 200                                         | Afrique proconsulaire                             | Afrique proconsulaire                             | Afrique proconsulaire                             | Numidie                                           | Maurétanie césarienne                             | Maurétanie césarienne                             | Maurétanie tingitane                              |
| Après la réforme de Dioclétien                    | Proconsulaire (Nord)                              | Byzacène (Centre)                                 | Tripolitaine (Sud-Est)                            | Numidie (partagée entre 303 et 314)               | Maurétanie césarienne                             | Maurétanie sétifienne (284-288)                   | Maurétanie tingitane                              |

#### Conquête romaine et lois agraires

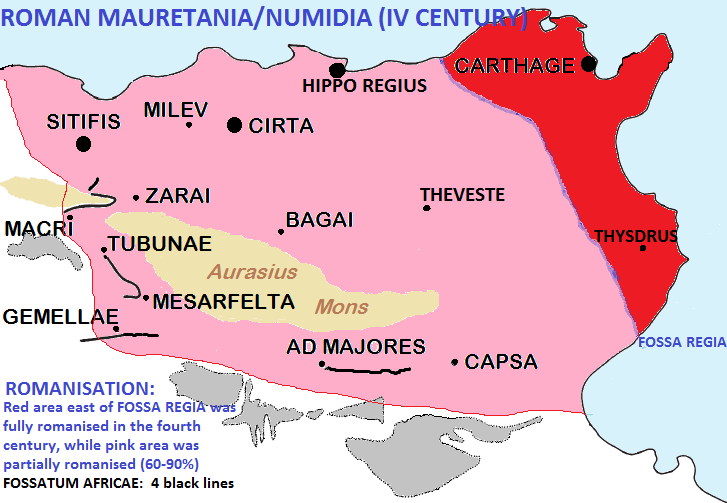
La fossa regia qui marque la frontière entre les deux provinces romaines d'Africa vetus et d'Africa nova.

À l'issue de la troisième guerre punique, après la victoire de -146, « l'Afrique fut le prix de la victoire ; et le monde ne tarda pas à suivre le sort de l'Afrique » comme le fait remarquer Florus, historien aux origines africaines.
Après la chute de Carthage, Scipion Émilien est chargé par le Sénat de fixer les frontières du nouveau territoire. Le général romain fait délimiter la frontière par un fossé la fossa regia sur l'ancienne frontière entre le territoire carthaginois et le territoire numide. La première province romaine en Afrique est ainsi créée sous le nom d'Africa. C'est une province de taille modeste, moins de 25 000 km2, mais riche. Sept villes gagnent leur autonomie pour avoir pris position contre Carthage : Utique, Hadrumète, Thapsus, Leptis Minor, Acholla, Theudalis et Uzalis.
En -123, la lex Rubria autorise 6 000 colons d'origine romaine et italienne à s'installer dans les territoires romains d'Afrique, mais c'est un échec politique pour son initiateur Caius Gracchus, bien que des colons italiens soient recensés jusqu'au territoire du roi numide Micipsa. Peu de temps après, à la mort de ce dernier en -118, Rome arbitre à plusieurs reprises les problèmes de succession et, à chaque fois, dans le sens d'une division en plusieurs royaumes.
Jugurtha, petit-fils de Massinissa, ami et client de Rome, provoque la colère romaine après avoir fait massacrer des marchands de céréales italiens et des citoyens romains de Cirta. Le Sénat lui déclare la guerre en -112 et l'année suivante la Lex Baebia agraria définit le devenir des terres africaines de Rome.
En -105, la fin de la guerre de Jugurtha sanctionne l'échec de la politique numide en Afrique. Le royaume de Numidie est partagé entre un royaume réduit sous le contrôle de Rome et la Maurétanie ; l'ager publicus est agrandi.
De nombreux vétérans issus des légions de Caius Marius s'installent en Afrique après le vote de la Lex Saturnina agraria en -103 qui leur accorde à chacun 100 iugera de terre à Thibaris, Thuburnica et Uchi Maius,. Des auxiliaires gétules obtiennent également le droit de cité de la part du général romain.

#### Consolidation à la fin de la République
Après la bataille de Thapsus en -46 et la défaite des pompéiens alliés à Juba Ier, roi de Numidie, Jules César annexe le royaume numide. La province d'Africa nova est créée à côté de la première province, nommée dès lors Africa vetus. La limite entre les deux provinces est toujours marquée par la fossa regia. Les royaumes indigènes se trouvent confrontés à un nouvel État et à l'extension des possessions romaines, c'est ainsi que disparaît la Numidie en tant que royaume,.
La frontière ouest de la province est protégée par un territoire dénommé Sittiani, entre la Numidie du Nord, Cirta et la côte. Ce territoire est attribué à Publius Sittius, un aventurier campanien de Nucérie allié de Jules César,. Cela permet à Jules César de s'acquitter d'une dette, tout en protégeant l'Africa nova et Africa vetus avec des soldats originaires d'Italie. Quatre colonies romaines : Cirta, Rusicade, Milev et Chullu restent dépendantes de la province romaine après la mort de Jules César mais elles gardent des privilèges de ce passé.
À cette période, des Romains sont déjà installés en Afrique : des commerçants dans les villes côtières, des propriétaires à titre individuel ou des colons placés par Rome lors des décennies précédentes. Jules César poursuit la politique de colonisation en fondant les colonies de Carthage, Clupea, Curubis et prépare l'emplacement pour les futures colonies de l'ère augustéenne (Carpis, Hippo Diarrhytus et Néapolis).

#### Haut Empire romain

##### Conquête sous les Julio-Claudiens

Carte de l'Empire romain en 37 à l'avènement de Caligula.

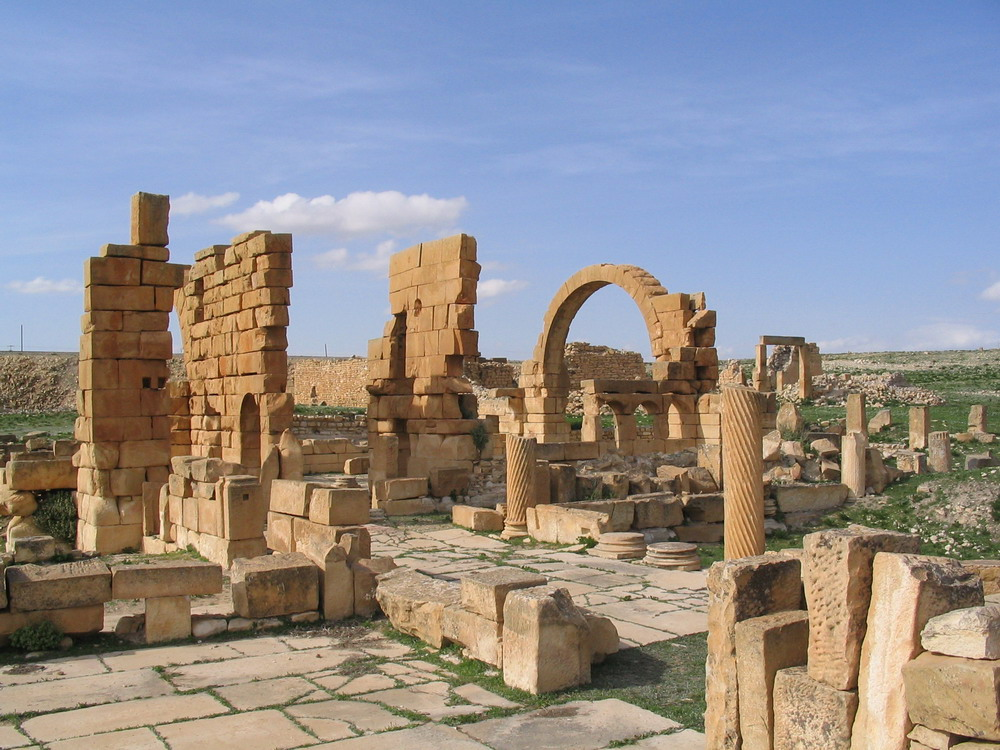
Vestiges à Ammaedara (aujourd'hui Haïdra), premier cantonnement de la legio III Augusta établi sous le règne d'Auguste.

En 27 av. J.-C., les provinces romaines d'Africa Vetus et d'Africa Nova sont regroupées en une seule et même province confié à un sénateur à pouvoir proconsulaire. La Numidie est rattachée à cette province. La Legio III Augusta voit son maintien confirmé sur le sol africain, alors que les provinces sénatoriales sont dépourvues de légions romaines. Les intérêts économiques de la classe sénatoriale en Afrique sont trop importants pour qu'Auguste ne confie pas son administration au Sénat.
Pendant le règne d'Auguste et de ses successeurs, Rome ne se contente pas de « veiller sur la dépouille » du royaume punique, selon la formule de Theodor Mommsen. Une véritable politique d'urbanisation et de contrôle du territoire est mis en place par les premiers empereurs romains.
Ainsi, le premier espace contrôlé par les Romains est un espace avec un haut degré de civilisation urbaine : les régions de Carthage, Cirta, Sicca Veneria. Dans l'ancienne Africa Vetus, Auguste complète la ceinture de nouvelles colonies destinées à entourer la ville de Carthage reconstruite : Maxula, Tertiadecima, Thuburbo Minus et Uthina. Dans l'ancienne Africa Nova, les sites d'implantation choisis par Auguste correspondent à une volonté de maîtriser le territoire : Assuras, Sicca Veneria, Simitthu et Thabraca. Douze colonies de vétérans sont également créées par Auguste en Maurétanie : six colonies en bord de mer (Cartennae Gunugu, Igilgili, Rusazus, Rusguniae et Saldae), trois sont créées à l'intérieur des terres (Aquae Calidae, Tubusuptu et Zuccabar) et trois sur l'emplacement de villes préexistantes. Elles sont confiées à son protégé Juba II et assignées à la défense de l’Afrique du Nord. La Maurétanie devient, à partir de 25 av. J.-C., un royaume client dirigé par Juba II, fils de Juba Ier, défait en 46 av. J.-C. par Jules César.
Sous le règne d'Auguste, les progrès de la romanisation sont longs et de nombreuses révoltes éclatent comme celle de 21 av. J.-C. réprimée par Lucius Sempronius Aratinus, ou celle des Garamantes et des Gétules entre 21 av. J.-C. et 19 av. J.-C. contrôlée par Lucius Cornelius Balbus, ou encore celle de 3 maîtrisée par Lucius Passienus Rufus ou de l'année suivante qui concernent à nouveau les Gétules et les Musulames. Pour mettre fin aux révoltes dans ce secteur, la legio III Augusta est stationnée à Ammaedara. Parallèlement à ces révoltes locales, pendant les « périodes de calme », les Romains poursuivent la colonisation du territoire.
Sous le règne de Tibère, la révolte menée par Tacfarinas, un ancien auxiliaire numide de l'armée romaine, et par les Musulames en 17 montrent que la région n'est pas encore pacifiée,. Dès la première année, les Romains remportent une importante victoire, mais subissent la perte d'une forteresse l'année suivante. Ce revers oblige Tibère à détacher une nouvelle légion en Afrique : la Legio IX Hispana venant de Pannonie. Après l'échec de la prise d'une forteresse romaine en 20, Tacfarinas change de tactique en se tournant vers la guérilla. En 23, l'arrivée au pouvoir de Ptolémée en Maurétanie mécontente les Maures qui rejoignent la guerre avec les Garamantes, la Legio IX Hispana doit également être rappelée en Pannonie. La révolte se termine par la mort de Tacfarinas en 24 lors d'une embuscade tendue par les Romains.
En 37, l'empereur Caligula nomme un légat pour diriger la legio III Augusta, qui dépend désormais directement de l'empereur pour les questions militaires mais reste subordonné au proconsul de la province installé à Carthage. Mais en 40, Caligula fait assassiner Ptolémée, roi de Maurétanie et annexe son royaume, transformant le protectorat romain en domination directe et amenant à de nouvelles révoltes des Musulames. Les Maures se révoltent alors sous la conduite d'Aedemon, et du blé et des renforts romains doivent être envoyés en Afrique, probablement la Legio IIII Macedonica, la Legio VI Victrix et la Legio X Gemina avec des contingents d'auxiliaires hispaniques. La révolte ne se termine que sous le règne de Claude.
En 42, l'empereur Claude, après avoir célébré son triomphe sur la révolte des Maures, divise la Maurétanie en deux provinces procuratoriennes de rang équestre séparées par le fleuve Mulucha : la Maurétanie tingitane à l'ouest et la Maurétanie césarienne à l'est,. En 44, il envoie Sergius Sulpicius Galba pour rétablir l'ordre et pacifier l'Afrique, mission réussie qui permet à Rome de maintenir son approvisionnement en blé africain.
L'empereur Néron se contente pendant son règne de confisquer une partie des terres africaines appartenant aux grands propriétaires.

##### Sous les Flaviens

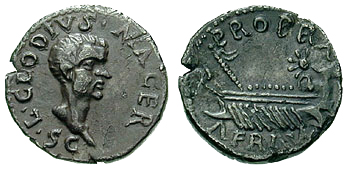
Denier avec galère et portrait de Lucius Clodius Macer.

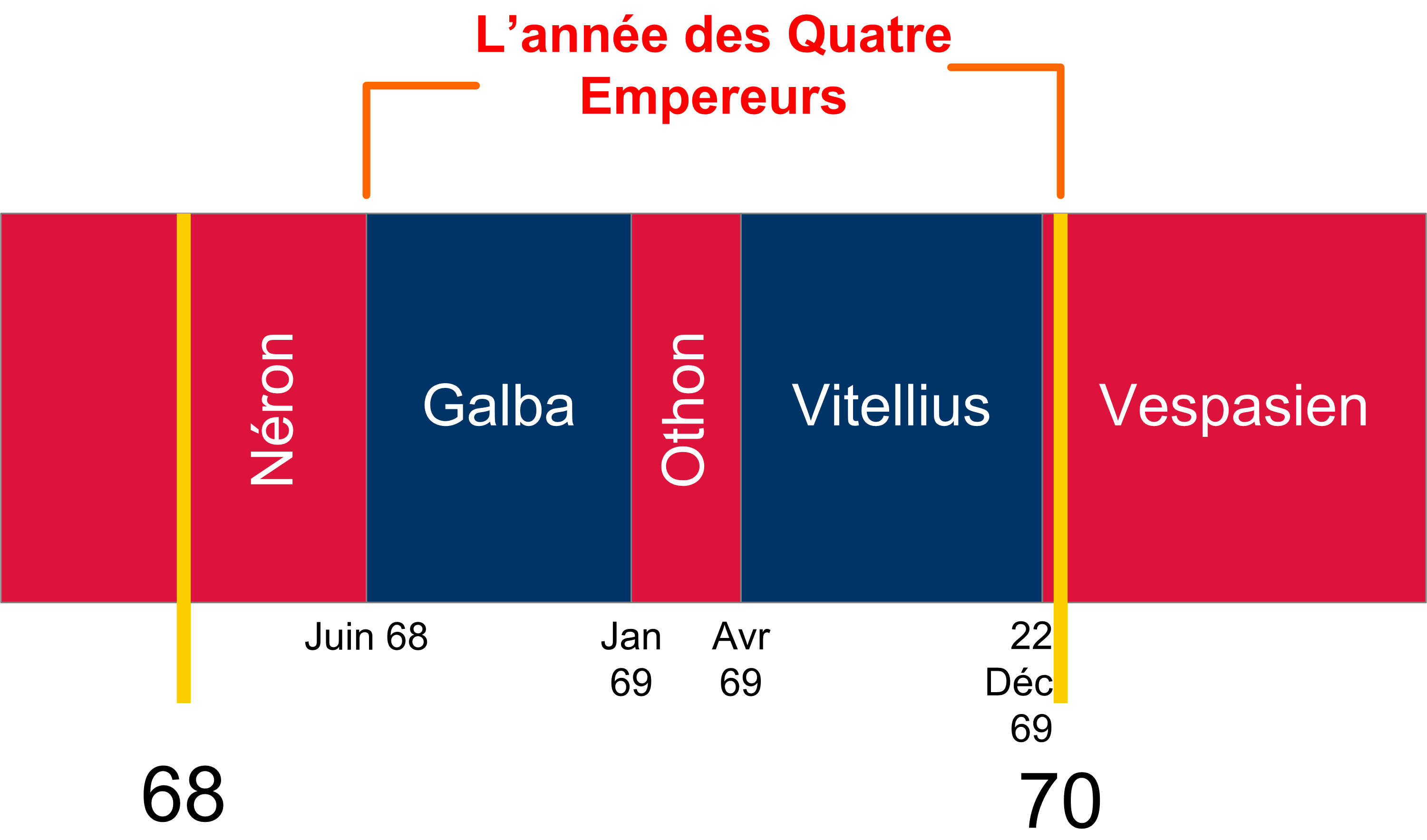
Frise chronologique de l'année des quatre empereurs.

Le règne des Flaviens constitue pour l'Afrique une période de stabilisation après les troubles et les acquisitions territoriales. Pour Marcel Le Glay, c'est « sous le règne des Flaviens que, préparées de loin par les actes des Julio-Claudiens, mais précipitées par l'œuvre même de Vespasien et de ses fils, se sont opérées, lourdes de conséquences pour l'avenir, les grandes mutations qui ont affecté des domaines essentiels de la vie publique et privée des Africains ».
À son avènement, Vespasien, ancien proconsul de la province, est mal accueilli par les habitants des provinces d'Afrique romaine. Les provinces ont connu précédemment une période de troubles lors des incursions des Garamantes) et des Musulames. L'année précédant l'arrivée de Vespasien au pouvoir impérial, lors de l'année des quatre empereurs, le légat de la Legio III Augusta, Lucius Clodius Macer, se révolte contre Rome et menace de priver Rome du blé africain en créant une nouvelle légion dénommée legio I Macriana liberatrix. Galba, empereur du moment, confie au procurateur Lucceius Albinus le soin de mater la révolte et fait assassiner le légat. Lucceius Albinus tente à son tour de faire de l'Afrique romaine un État indépendant, mais Cluvius Rufus, légat de Tarraconaise intervient au nom de Vitellius. Lucceius Albinus est assassiné, tout comme l'empereur Vitellius peu de temps après, le nouvel empereur de Rome se nomme Vespasien.
La priorité de Vespasien est la mise en ordre des provinces. À cette fin, il renouvelle le personnel dirigeant, en choisissant les proconsuls au sein des riches familles italiennes. L'étape suivante consiste sur le long terme à supprimer la culture punique chez les peuples berbères. C'est ainsi que la romanisation s'accélère et les communautés du sud sont soumises à un plus grand contrôle, voire à une mise sous tutelle. Dans la même logique, on constate une multiplication du nombre de promotions juridiques sur le territoire de l'Africa nova et même au-delà, comme le prouve la création de diverses colonies qui servent également à pacifier le sud du territoire : Ammaedara, Kasserine (Cillium), Sbeïtla, (Sufetula) et Thélepte. L'Ouest de l'Afrique connaît également quelques promotions de cités comme M'daourouch (Madaure) aux confins de la Numidie entre la fin du règne de Vespasien et le règne de Nerva, ou encore Hammam Essalihine (Aquae Flavianae), Khenchela (Mascula), Icosium, Vazaivi. Sur le plan militaire, la Legio III Augusta est déplacée à Théveste en 75. Sur les plans administratif et fiscal, dans la région de la fossa regia, le cadastre est mis à jour.
Sous Titus, le premier fils de Vespasien, la Lex Manciana de Titus Curtilius Mancia permet à l’administration impériale de confier des terres vierges à des habitants souhaitant les cultiver. Les tablettes Albertini révèlent que cette loi sera appliquée en Afrique romaine jusqu'à l'invasion des Vandales.
Domitien, le second fils de Vespasien, doit faire face à une révolte des Nasamons qui refusent de payer le tribut dû à Rome. Cette révolte matée, les Romains multiplient les expéditions vers des zones plus méridionales de l'Afrique du Nord. Deux expéditions romaines sont menées pour découvrir de nouveaux territoires. La première est militaire, dirigée par le légat de la Legio III Augusta Septimius Flaccus vers le « pays des Éthiopiens » ; elle permet de découvrir et ramener des rhinocéros bicornes qui seront utilisés pour les jeux du cirque. La seconde est une expédition pacifique vers le « pays d'Agisymba ».

##### Sous les Antonins

L'Empire romain pendant le règne d'Hadrien en 125.

Limes africain au IIe siècle.

Plan des fortifications de la cité de Volubilis.

Comme le remarque Marcel Le Glay, « les Antonins ont récolté en Afrique ce que les Flaviens avaient semé » et de nombreux signes sont réunis pour parler d'un apogée africaine. L'Africa connaît sous la dynastie des Antonins un essor urbain sans précédent. La dynastie, favorable aux promotions provinciales, devait de manière générale rendre plus aisée l'intégration municipale.
Dès l'avènement de Nerva, le pouvoir romain développe la route reliant l'Afrique romaine à la province de Cyrénaïque et à Alexandrie en Égypte romaine. Des défenses sont construites dans la partie occidentale de la Numidie et de nouvelles colonies sont créées à l'emplacement de localités indigènes (Cuicul sur un éperon rocheux, Mopth et Sitifis au milieu d'une plaine céréalière).
Trajan poursuit l'œuvre de son père adoptif en créant des colonies comme Théveste ou Thamugadi afin de mieux contrôler le massif de l'Aurès. D'autres colonies romaines sont créées à partir de lieux indigènes comme Hadrumète, Leptis Magna et Thélepte, mais aussi élevées au rang de municipes comme Calama et Capsa. Lucius Minicius Natalis reçoit l'ordre de développer les défenses au sud de l'Aurès en y améliorant principalement le réseau routier et la Legio III Augusta est définitivement transférée à Lambèse.
Hadrien, fils adoptif de Trajan, doit affronter une révolte des Maurétaniens dès le début de son règne à la fin de l'année 117 qui dure jusqu'au printemps suivant. Cette nouvelle révolte encourage les Romains à construire de nouveaux postes de défense dans les deux Maurétanie. Un nouveau soulèvement en Maurétanie césarienne est attesté en 122 et contraint le pouvoir romain à construire un système défensif dans l'ensemble de la province centré les camps de Rapidum en 122, de Gemellae en 126 et de petits fortins, ainsi que sur un réseau de voies efficace terminé en 124. En parallèle, la voie romaine qui relie Carthage, capitale de la province de Proconsulaire, au camp légionnaire de Lambèse en passant par Théveste est pavée en 123. C'est sous le règne d'Hadrien que la première visite impériale a lieu en Afrique en 128, à cette occasion plus d'une dizaine de cités en Proconsulaire et en Maurétanie reçoivent le droit latin dont Tipasa et Utique.
Antonin le Pieux, son fils adoptif lui succède. Il doit faire face à des troubles en Maurétanie tingitane dans les années 140 qui nécessitent l'envoi de vexillations et de troupes auxiliaires issues d'une grande partie des légions de l'Empire romain. Ces unités envoyées en renfort sont débarquées dans les différents ports de l'Afrique romaine en raison du caractère montagneux de l'arrière-pays des ports africains qui limitent les déplacements. Les opérations militaires prennent fin en 150 et les détachements de légions rejoignent leur cantonnement aux frontières de l'Empire.
Marc Aurèle qui succède à Antonin le Pieux, commence des tractations avec des tribus telles que les Macénites et les Baquates car l'armée romaine est fort occupée, à cette époque, sur le limes danubien contre les Quades et les Marcomans. Son action n'empêche pas la partie occidentale de l'Afrique romaine de connaître des troubles comme le montre la fortification de Volubilis en 168 ou les raids des tribus maures en Bétique en 171. À Rome, le parti africain gagne en importance et son influence au Sénat est indéniable avec 15 % de l'ensemble des sénateurs et des chevaliers,. Fronton a ainsi la charge de l'éducation de Marc-Aurèle dans sa jeunesse.
À la fin du IIe siècle, l'Afrique assure un quasi-monopole sur le marché romain du blé et de l'huile. C'est le moment où Commode, fils de Marc Aurèle, crée une flotte dénommée classis Africana Commodiana gérée par l'État afin de se substituer à la corporation chargée de ce transport pour ravitailler Rome en blé. Dans le domaine militaire, les défenses sont renforcées en Maurétanie, en Numidie et en Tripolitaine. Le réseau routier se développe et de nouvelles cités sont créées. Des offensives sont menées dans le sud de la Numidie et de la Tripolitaine, par delà le limes. Des villes deviennent également colonies comme Pupput et Thuburdo Maius ou des municipes à l'image de Lambèse.
À la fin du Haut-Empire romain, la croissance démographique est forte et l'Afrique compte entre sept et huit millions d'habitants.

### Rome et les tribus

#### Système défensif romain: armée etlimes

Le limes en Maurétanie tingitane pendant le Haut-Empire romain.

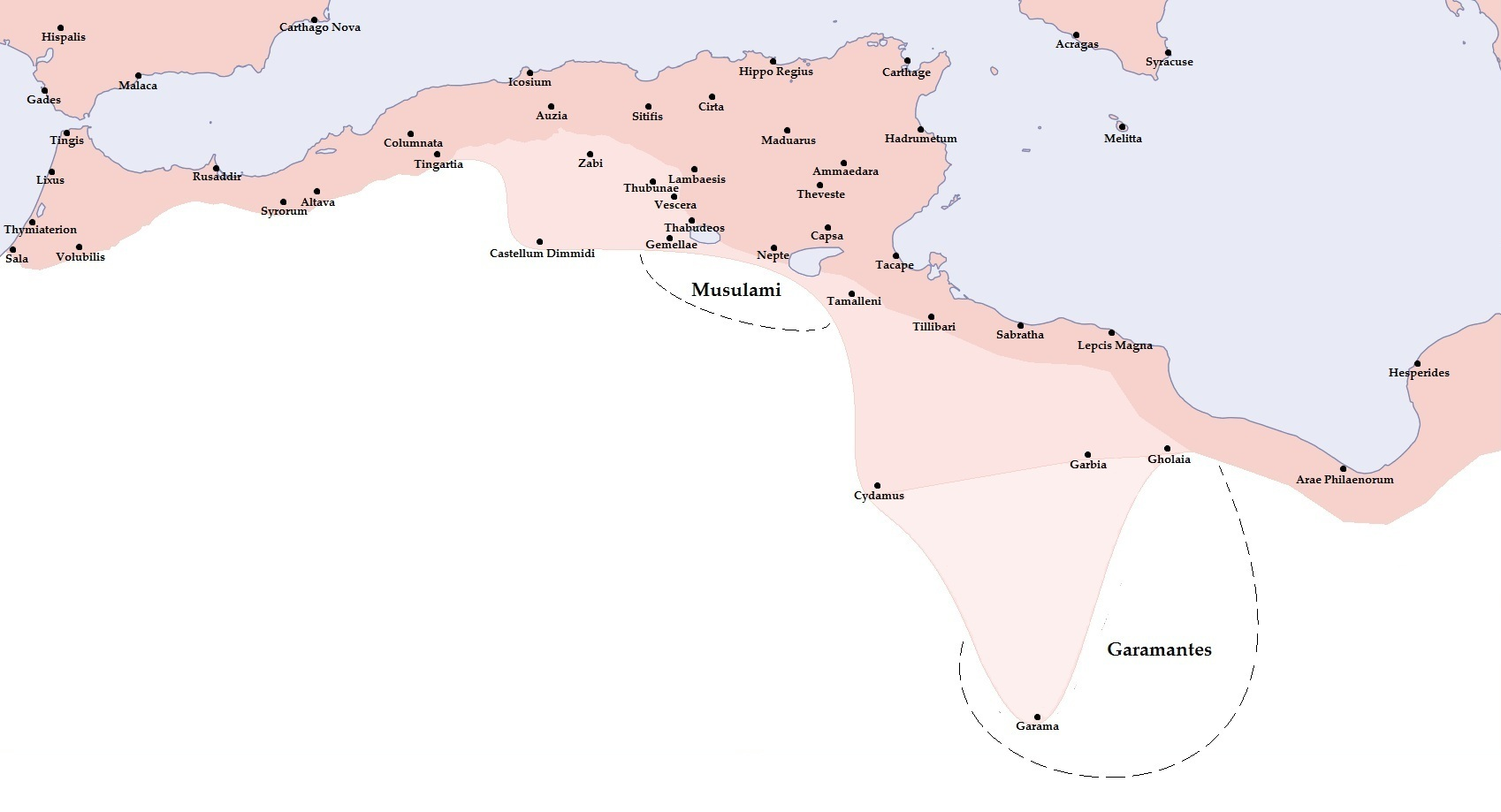
En brun foncé, le territoire romain à la fin du Ier siècle. En brun clair, l'extension du limes sous le règne de Septime Sévère. En brun très clair, l'occupation du territoire des Garamantes en 203.

Route longeant le limes Tripolitanus au IIIe siècle.

La défense de l’Afrique romaine est assurée durant la période républicaine par le maintien de troupes[réf. nécessaire].
Dès 27 av. J.-C., l'empereur Auguste confirme le maintien en Afrique de la Legio III Augusta alors que l'Afrique est une province sénatoriale. Une route est aménagée entre le camp de légionnaires et Capsa, puis Tacape. Puis, les aménagements en profondeur commencent à la fin du règne d’Auguste lorsque les Romains construisent des routes qui pénètrent le pays numide à partir de Carthage, et une rocade est créée allant de Leptis Minor à Cirta. Le limes commence à être édifié dans le secteur : le limes Tubunensis, le limes Gemellensis et le limes Badensis permettent de compléter les obstacles naturels.
L'annexion inopinée du royaume de Maurétanie n'est pas immédiatement suivie d’une prise de contrôle : les Romains se limitent d'abord à aménager une route côtière allant de Igilgili à Melilla.
À l'époque flavienne, en Afrique, l'attention des empereurs dans le domaine militaire se porte sur le sud et l'ouest. Au Sud, les Garamandes, qui inquiètent régulièrement jusqu'à cette époque les villes cotîères de la côte tripolitaine et la cité de Leptis Magna, sont pacifiés lors de la prise de Garama par Valerius Festus. Les prisonniers finiront aux jeux du cirque et ce peuple reste fidèle à Rome jusqu'à la fin de l'Empire romain. À l'Ouest, les Musulames ne sont pas encore pacifiées, ce qui nécessite le transfert de la legio III Augusta qui installe son commandement au nœud routier de Théveste en 75, surveillant les tribus des Aurès et celles de la région du Chott el-Jérid. Un détachement de la légion, puis le quartier général de la légion est ensuite déplacée progressivement à partir de 81 à Lambèse. Sous le règne de Vespasien, des archers montés dénommés Chalcideni, originaires de la province de Syrie, sont stationnés sur le limes dès 78.
À l'époque antonine, la legio III Augusta établit définitivement son camp à Lambèse. Nerva, fait construire des défenses dans l'Ouest de la Numidie. Son successeur, Trajan ordonne l'occupation des montagnes de l'Aurès par des garnisons et des vétérans. En effet, l’allongement est-ouest du relief de la Maurétanie césarienne impose une avancée parallèle à cet axe : une première route est construite sous Trajan et Hadrien[réf. nécessaire]. Rome y contrôle une bande de territoires de 50 à 100 km de la côte jusqu'aux chaînes montagneuses de l'arrière-pays. Hadrien renforce le système défensif de l'Afrique avec la création d'unités d'archers palmyréens.
Sous les Sévères, le limes se développe dans les provinces de Maurétanie avec un système bien défini : les plus riches participent en finançant les constructions et les plus pauvres en apportant leur main-d'œuvre. Septime Sévère créée l'annone militaire . Cet empereur romain fait construire une nouvelle rocade jusqu’à Numerus Syrorum (Maghnia) élargit vers les sud le contrôle de la Maurétanie Césarienne, tandis qu’une route périphérique, le limes Tripolitanus entoure le secteur de Leptis Magna. Enfin, des postes avancés dans le désert surveillent les tribus nomades : Castellum Dimmidi (oasis de Messaad), Cydamus (Ghadamès), Bu Njem (Libye actuelle). Les forces armées permanentes consistent en une unique légion, toujours la Legion III Augusta, complétée par de nombreuses unités auxiliaires réparties sur la Maurétanie Césarienne, et renforcée en Maurétaine Tingitane par des alliances avec les tribus maures,. Les successeurs de Septime Sévère étendent le limes au sud des régions montagneuses.
Au IVe siècle, le limes maurétanien n'est plus que l'ombre de lui-même et de nombreuses tribus arrivent dans les Maurétanies.

#### Rapports avec les tribus
Les relations des tribus avec les représentants de Rome sont nombreuses et complexes du fait de la diversité et de la spécificité des tribus et donc des attitudes du pouvoir romain. Une séparation entre les régions orientales - plus intégrées et romanisées et où l'influence des cités est prépondérante - et occidentales semble toutefois être marquée dans les rapports qu'entretiennent Rome avec les communautés tribales. On ne peut pas sérieusement analyser les révoltes indigènes sans prendre en compte l’hétérogénéité des situations africaines. Le phénomène est vécu sensiblement différemment selon les provinces. Cette disparité amène Rome à traiter diversement selon les soulèvements.
La donnée majeure qui devait bouleverser la relation des tribus avec l'État romain, est le statut juridique de la terre dans la doctrine juridique romaine : « in eo (provinciali) solo dominium populi Romani est vel Caesaris ». L'ensemble des terres de l'Africa est intégré à l'ager publicus, ce qui bouleverse les rapports traditionnels et les coutumes, en particulier pour les tribus nomades. Quand un pouvoir royal est présent localement, s'établit un rapport de fidélité direct qui se traduit par des redevances en nature ou en argent, ou par un service armé, et non par l'attribution ou le contrôle des terres. C’est le rapport du groupe à la terre qui est menacé. Car en vertu de la doctrine romaine, le pouvoir romain peut décider de la propriété des terres, et n’hésite pas à limiter les territoires occupés.
Les terres font l'objet d'arpentage dès le règne de Jules César et sont ainsi soumises à la juridiction romaine. Des politiques de cantonnement, de terminatio (bornage) de et de délimitation suivent généralement. En découle une nouvelle donne institutionnelle : la tribu peut se voir reconnaître un statut, être rattaché à une cité voisine, où la civitas peut être accordée partiellement à certains membres de la tribu. La question du déplacement de populations est cependant discutée.
Si le droit des tribus et la nature des liens qui unissait les membres d'une même tribu nous sont inconnus, très rapidement, les Romains ont ressenti le besoin de contrôler les hommes grâce à des intermédiaires : les préfets des tribus ou de tribu (praefectus gentis) souvent issu de l'ordre équestre. Les chefs intégrés pouvaient aussi recevoir le titre de princeps. Ces intermédiaires permettent parfois l'émergence d'une aristocratie mixte et ouvrent la voie à la municipalisation.

### De la crise duIIIesiècleà la réorganisation sous la Tétrarchie

#### Sous les Sévères

Arc de Septime Sévère à Leptis Magna.

Autre illustration du poids de l'approvisionnement africain, la révolte populaire de 190 est probablement suscitée par le successeur de Commode, Pertinax, ancien proconsul d'Afrique et, à l'époque, Préfet de Rome, qui aurait volontairement suscité la disette en jugulant l'annone, soutenu par le « parti africain »[réf. nécessaire].
L'empereur Septime Sévère se fixe comme objectif de supprimer les dernières résistances à la romanisation en Afrique. La province de Numidie devient autonome avant 200, ce qui met fin à la situation étrange où légat et proconsul se côtoient au sein d'une même province. Cette création permet de sécuriser le trône impérial en détachant le légat de la légion du pouvoir du gouverneur de province, à l'image de la Bretagne ou de la Syrie qui bénéficient d'une certaine autonomie à cause de leur iomportance militaire ou économique. 
L'expansion territoriale se poursuit avec le limes qui progresse vers le sud et l'ouest. 
Les hauts plateaux de la Maurétanie césarienne font l'objet d'un contrôle accru, tout particulièrement les points d'eau et les axes de transhumance. 
Ces avancées militaires nécessitent l'envoi de vexillations de la Legio III Gallica habituée aux combats dans le désert syrien et de troupes auxiliaires de la Ala I Pannoniorum. 
Sur le plan économique, les campagnes et leurs castellae connaissent une certaine prospérité et le réseau routier se développe. 
Pour pacifier les Maurétanies, les Romains emploient les mêmes méthodes que dans le désert syrien avec succès et renoue leur alliance avec les Baquates en 200. 
L'empereur n'hésite pas pendant son règne à se rendre en Afrique, notamment à Leptis Magna.
À la fin de son règne, l'enrichissement général des provinces africaines stimule l'évergétisme et le développement urbain : Carthage, Leptis Magna et Utique reçoivent l'honneur de l'octroi du ius italicum qui assimile le sol de ces cités au sol italien. 
Les dépenses supplémentaires contraignent l'empereur à créer un nouvel impôt extraordinaire en nature.
Son fils Caracalla est aussi, après son père, l'artisan d'une politique municipale déterminée. Les grandes familles de Leptis Magna accèdent à l'ordre sénatorial[réf. nécessaire]. Au début de son règne, les efforts de Caracalla portent principalement sur la restauration des différentes voies romaines africaines du limes et à fort intérêt économique.
Sévère Alexandre, dernier de la dynastie des Sévères, les villes des Maurétanies se dotent de murailles afin de se protéger de troubles intérieures en 227 dans le secteur. La doctrine défensive du limes va évoluer : les troupes légionnaires dans certains secteur sont remplacées par des unités plus mobiles et les colons doivent commencer à créer leur propre défense.

#### Crises duIIIesiècle

##### Crise qui débute en Afrique

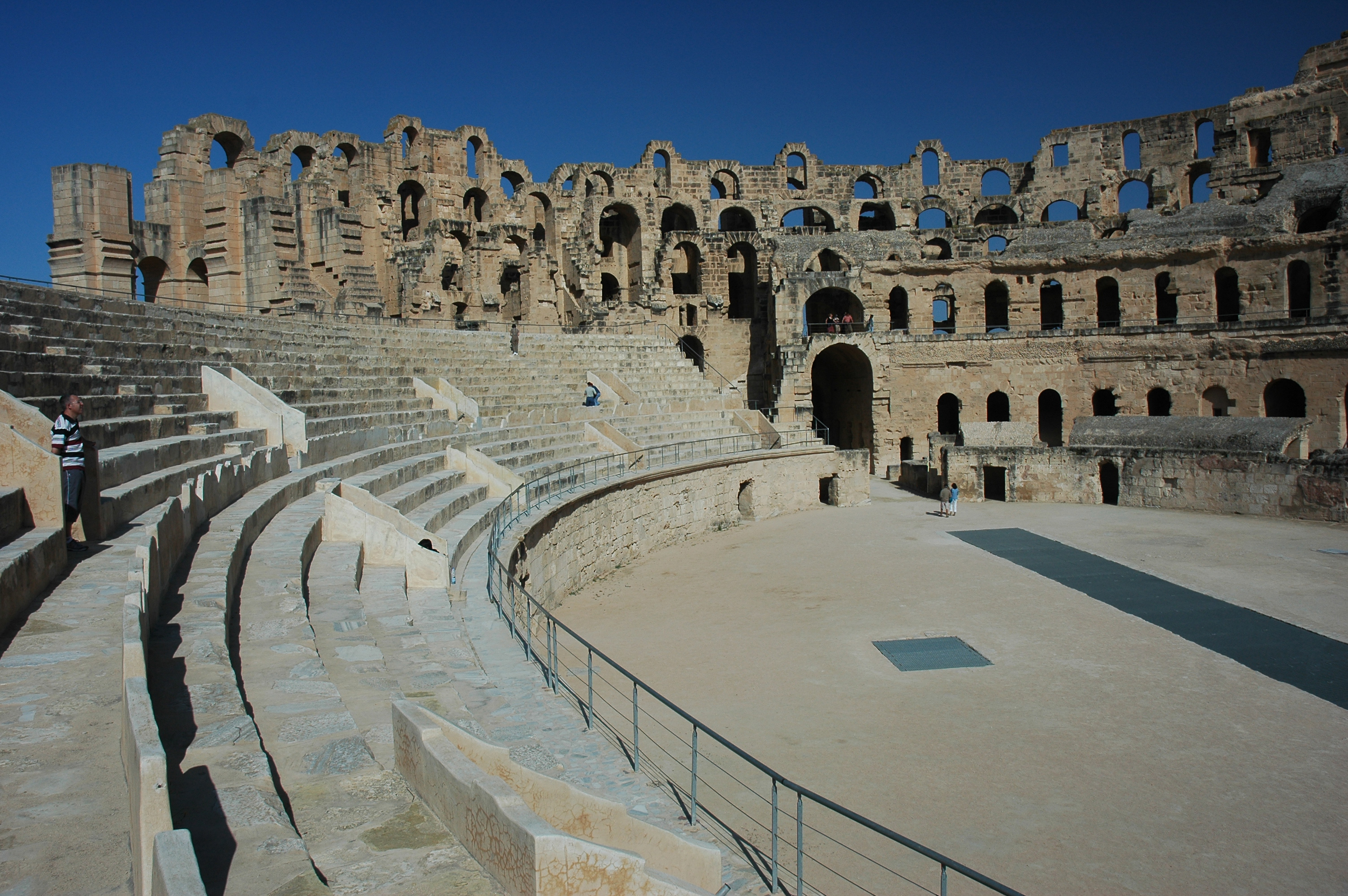
Amphithéâtre de Thysdrus à El Jem.

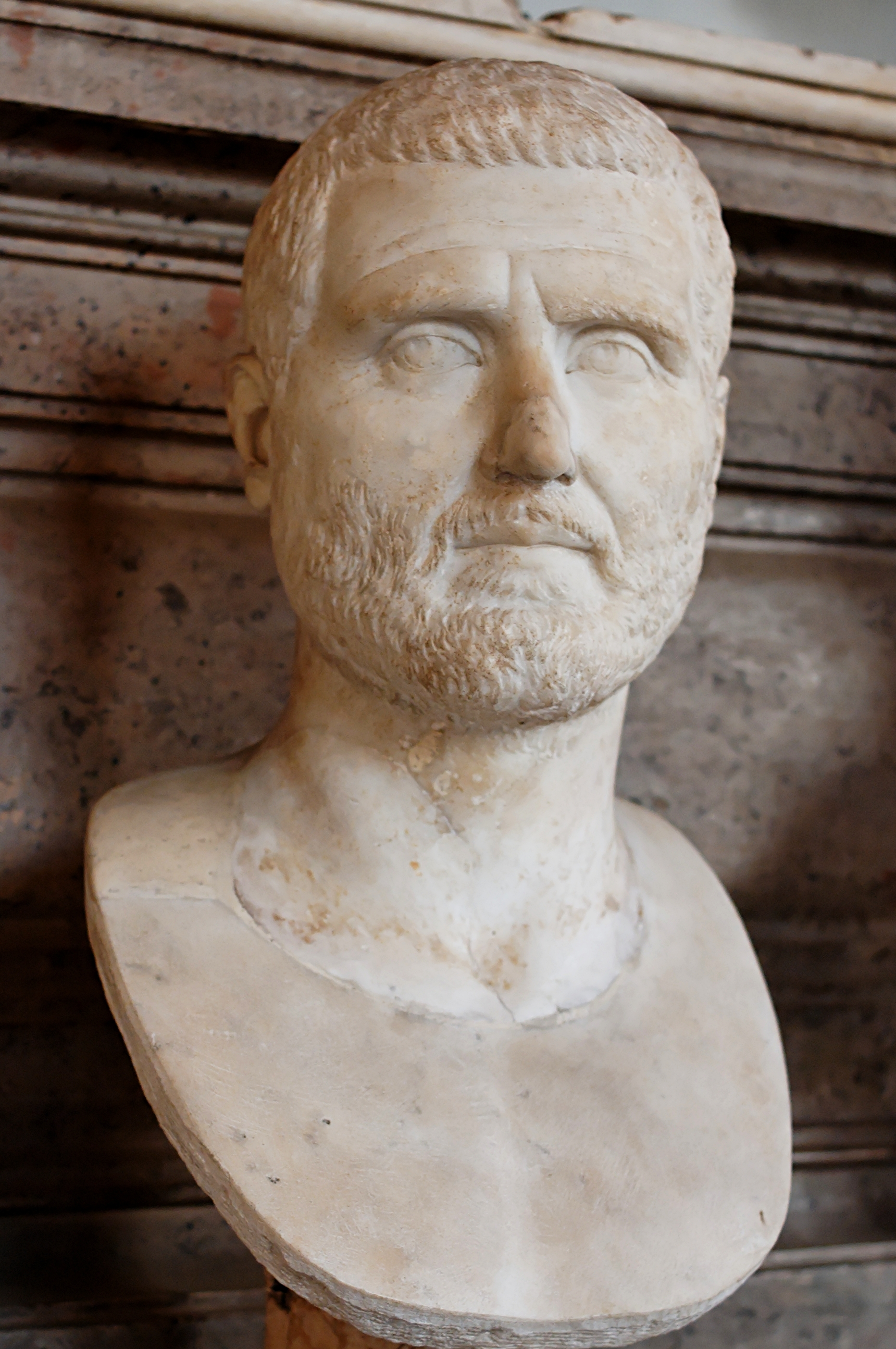
Marbre de Gordien Ier entre 220 et 230.

Dans l'ensemble de l'empire, la crise est due à la conjonction de deux facteurs : tout d'abord, l'instabilité politique chronique, ponctuée par une longue série d'usurpations et de guerres civiles, notamment en 238[réf. nécessaire]. Puis, la pression sur le limes (Rhin, haut Danube et Danube inférieur, frontière orientale) qui se traduit par des invasions difficilement jugulées, en parallèle se développent des foyers en dissidence de Africa[réf. nécessaire].
En 235, dans un contexte de grave conflit avec les Alamans, un coup d'État amène au pouvoir Maximin le Thrace, issu des humiliores[réf. nécessaire]. Il est mal accepté par le Sénat et il le lui rend bien en adoptant une politique hostile envers les sénateurs, pour une partie d'origine africaine. Brillant militaire, il est populaire auprès des soldats. Il consacre tous ses soins au réseau routier et sa politique répond exclusivement aux impératifs militaires. Cette politique défensive exige une fiscalité accrue, pression fiscale dont le poids explique pour partie la révolte africaine.
La crise, qui marque profondément l'Empire romain, survient en janvier 238 en Afrique proconsulaire à Thysdrus et à Carthage. Le contexte est particulier la bourgeoisie s'est enrichie et accède désormais aux plus hautes fonctions politiques et gouvernementales. Selon Hérodien, très critique vis-à-vis de Maximin, les révoltés sont essentiellement des jeunes de la région, définis par certains historiens comme appartenant à l'aristocratie de la cité ou émanant de la grande propriété foncière, soutenus par des membres des classes populaires liés à eux par des relations de patronage, ou des petits propriétaires terriens. La principale raison est économique : les dépenses de l'empire sont de plus en plus importantes, ce qui nécessite une hausse des impôts. Le procurateur en place, qui s'est rendu odieux aux yeux des contribuables, est assassiné et, le 22 mars 238, la population proclame co-empereurs Gordien, un riche sénateur et proconsul d'Afrique, et son fils,.
Capellianus, légat de Numidie fidèle à l'empereur Maximin, marche sur Carthage afin de mater la révolte. Il commande la Legio III Augusta, basée en Numidie pour contenir la présence des Maures nombreux dans la région. Hérodien souligne la cruauté de la répression de Capellianus et rend compte de la gravité de la crise interne : « Capellianus, entré dans Carthage, fit périr tous ceux des premiers citoyens de cette ville qui s'étaient échappés du combat. Il n'épargna point les temples, qu'il pilla, ainsi que toutes les fortunes privées et les trésors publics. Il parcourut ensuite les autres cités qui avaient renversé les statues de Maximin, punit de mort les principaux habitants et de l'exil les citoyens obscurs »,. L'auteur ne manque pas de préciser que ces actes barbares ne sont pas sans arrière-pensée politique : possédant une armée qui lui est dévouée, il pourrait selon les circonstances devenir empereur.
À Rome, sous la pression populaire, Gordien III, petit-fils de Gordien, est nommé par le Sénat, à treize ans, comme héritier de l'empire. Maximin meurt peu de temps après et l'avènement de Gordien III met un terme à la crise. Le nouvel empereur ramène l'équilibre dans l'empire, sa nomination n'est pas sans conséquence pour l'Afrique. Sous son règne, la Legio III Augusta est dissoute. Les deux motivations de Gordien III sont la participation de la légion considérée comme responsable de la mort des deux premiers Gordien et la volonté de ne plus octroyer de troupes légionnaires à la défense de l'Afrique. La légion est donc remplacée par un « système plus défensif » fondé sur la mobilisation de troupes auxiliaires, ce qui a pour conséquence de diminuer l'influence romaine dans la région.

##### Soulèvements des tribus maures
Depuis le IIe siècle, malgré la présence de camps militaires permanents et l'envoi de détachements de légions romaines, les révoltes des populations maures sont récurrentes.
Ces évènements vont prendre une nouvelle dimension en 253-254, une vague insurrectionnelle part de la Maurétanie césarienne et atteint la Proconsulaire. Les acteurs de cette révolte sont généralement des peuples qui, venant de l'intérieur des terres, ont été beaucoup moins touchés par la romanisation. Le soulèvement est vite réprimé.
C'est à l'ouest de l'Afrique Romaine que l'empire rencontre le plus de problèmes. En Maurétanie tingitane, il fait preuve de diplomatie en signant des traités de paix - fœdus, i - avec les tribus. Le gouverneur de la province rencontre régulièrement les Baquates, principale tribu de la région. Cette dernière, associée aux Macénites ou encore aux Bavares, constitue un important rempart contre la romanité. L'empire perd peu à peu la maîtrise de certains territoires, ne contrôlant plus que le littoral et le nord de la province[réf. nécessaire].
Un peu plus à l'est, en Maurétanie césarienne et en Numidie, l'insurrection est plus forte encore et menace la région d'Auzia. La tentative d'imposer des préfets aux tribus n'est pas suffisante. Pour remédier à cette conjoncture défavorable, la Legio III Augusta est reconstituée (entre 253 et 258 selon les sources), mais elle provoque un regain de brigandage et d'instabilité. Le gouverneur de Césarienne obtient la charge de dux pour l'ensemble des provinces romaines, ce qui montre la gravité de la situation.
Un nouveau gouverneur de Numidie, Cornelius Macrinius Decianus, tente, vers 260, de mettre fin à la crise et se trouve confronté à des alliances de tribus. Il parvient toutefois à repousser les Bavares qui s'étaient alliés à des rois locaux, les Quinquegentiens qui, établis dans le massif montagneux de la Djurdjura, avaient envahi la Numidie en 253, ainsi que les Fraxinenses. Les raids barbares qui ont dévasté une bonne partie de la Numidie sont finalement contenus, et les opposants à l'hégémonie romaine doivent se résoudre peu à peu à reculer.
L'Afrique Proconsulaire a été moins touchée par les révoltes mais la domination directe des Romains y est moindre. Comme en Tripolitaine, c'est généralement le système de délégation qui fait acte. Subissant, à l'ouest, à des attaques violentes, les Romains préfèrent laisser une certaine autonomie aux autochtones, tout en préservant leur influence sur la région. Dans certains régions, comme en Byzacène, Rome a gardé un contrôle quasi total[réf. nécessaire].

##### Réorganisation des provinces sous la Tétrarchie
Le règne des premiers tétrarques est marqué par la persécution de Dioclétien, une profonde réorganisation des provinces africaines et des révoltes locales[réf. nécessaire].
L'accélération au milieu du IIIe siècle des mouvements d'insoumission et de révolte des tribus africaines provoque la restructuration des effectifs militaires romains[réf. nécessaire]. L'hégémonie de l'empire n'est pas remis en cause[réf. nécessaire]. Hormis la révolte des Maures de Grande Kabylie et les nombreuses invasions en Maurétanie césarienne et Numidie rendues possibles par la disparition momentanée de la légion, Rome a pu maîtriser la situation[réf. nécessaire].
Valérien recrée la Legio III Augusta, dissoute auparavant par Gordien III.
Le retour à l'ordre marque, en 284, l'affermissement du pouvoir de Dioclétien[réf. nécessaire]. Dioclétien engage une profonde réforme administrative des provinces africaines. La Maurétanie sétifienne (ou Tabienne) est d'abord créée entre 284 et 288, se séparant ainsi de la Maurétanie césarienne mais le praeses de Maurétanie Césarienne est toujours responsable de la défense régionale[réf. nécessaire].
Les autres changements interviennent en 303[réf. nécessaire]. La Numidie est brièvement partagée en deux provinces : la Numidie Cirtéenne (capitale Cirta) et la Numidie Militienne (ou Militaire). Ces deux provinces sont à nouveau réunies en 314[réf. nécessaire].
Enfin, la Proconsulaire est divisée en trois unités administratives : la Proconsulaire (au nord), la Byzacène (au centre) et la Tripolitaine (au sud-est). Le commandement militaire est remis pour tout le diocèse d'Afrique à un comte (excepté la Maurétanie Tingitane, rattachée au diocèse d'Hispanie). Le vicaire d’Afrique devient le chef hiérarchique de tous les gouverneurs à l'exception du proconsul d'Afrique qui dépend de l'empereur.

### Usurpations, révoltes et invasions

#### Usurpations et révoltes auxIVeetVesiècles

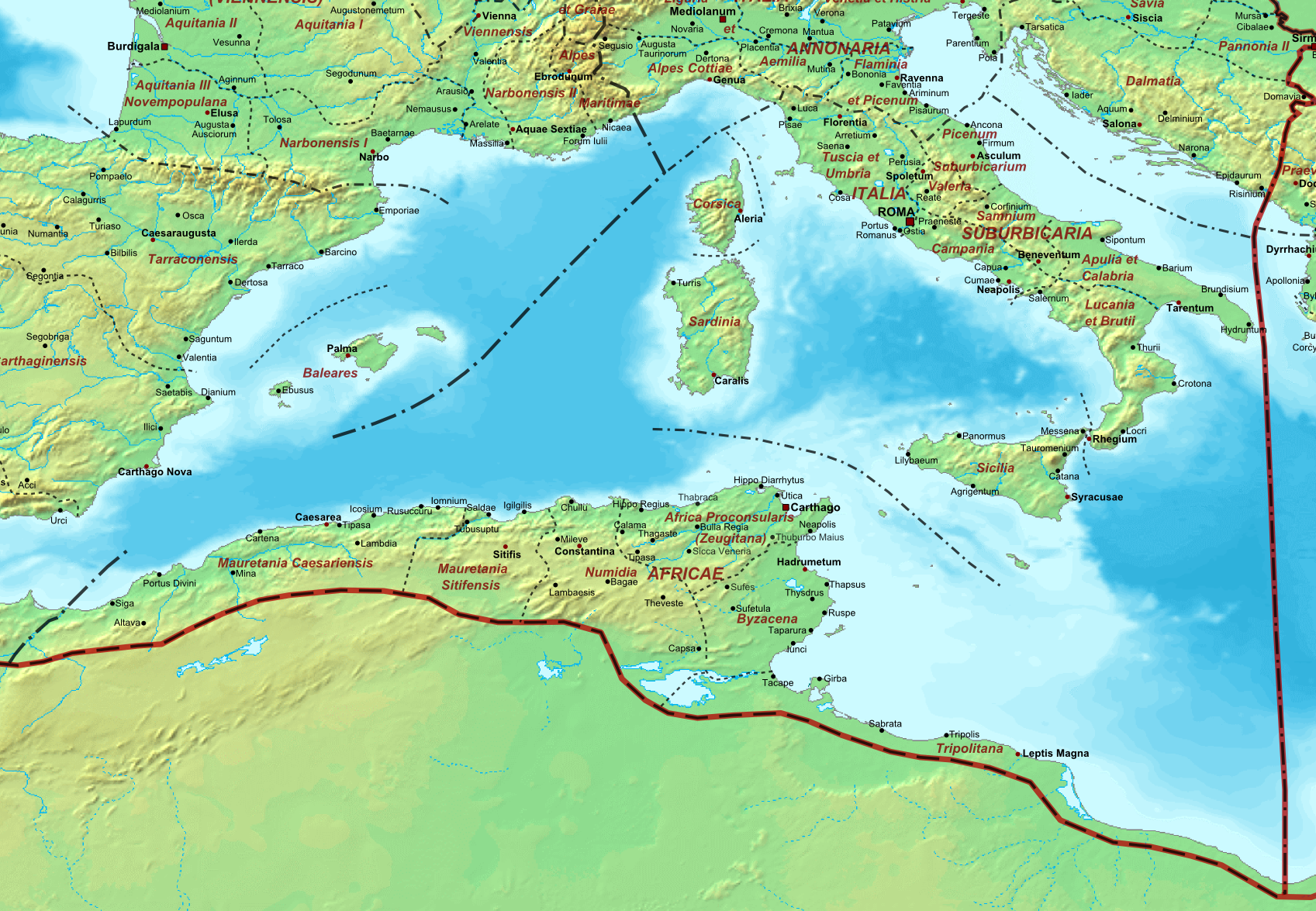
Diocèse d'Afrique, 400
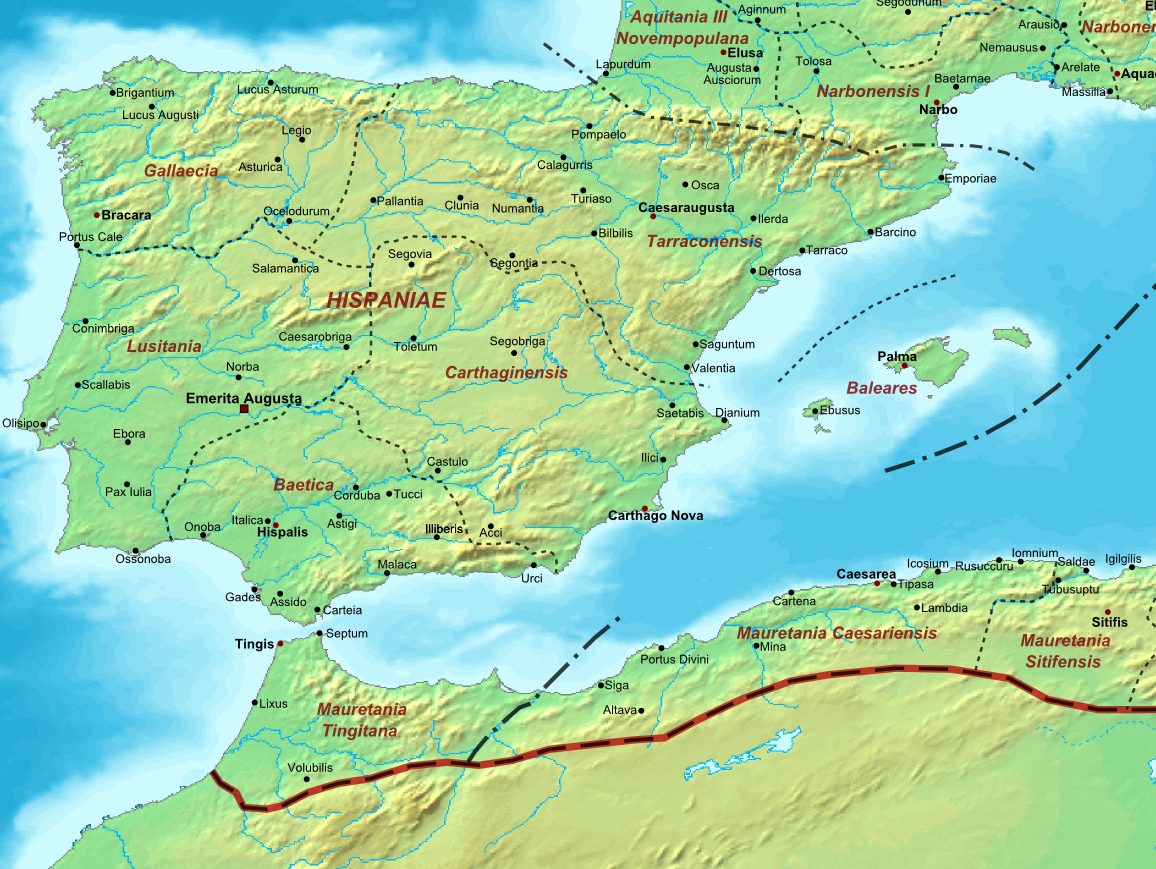
Hispanie et Maurétanie, 400
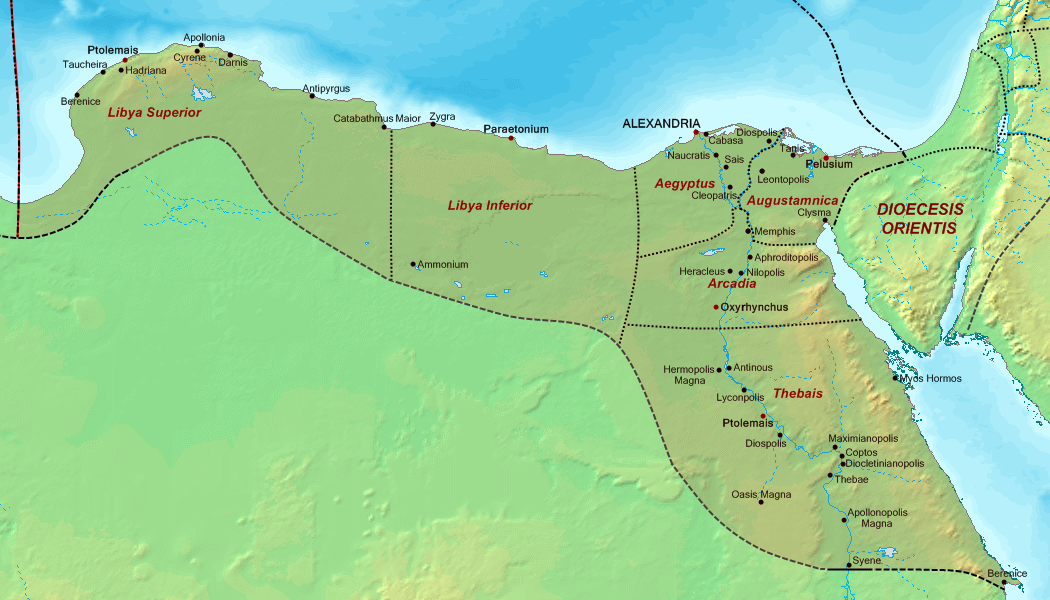
Afrique du Nord-Est, provinces de Cyrénaïque et d'Égypte, vers 400
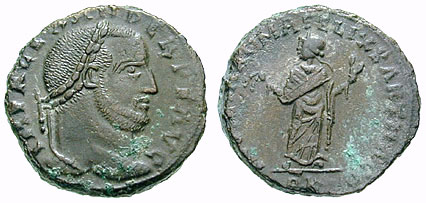
Follis frappé dans les ateliers de Cirta par Domitius Alexander. Au revers, effigie de Carthage tenant dans chaque main des fruits.

Les provinces africaines connaissent au Bas-Empire une suite d'usurpations et de rébellions « qui ont longtemps illustré, pour certains historiens, le déclin ou la décadence, caractéristique principale, selon eux, de ce temps » bien que la recherche récente a mis en avant la prospérité relative de la région. Il est possible de procéder à un recensement de ces mouvements, mais nous ne disposons sur ce sujet que d'une documentation inégale. Chronologiquement, cinq épisodes sont plus ou moins bien identifiés :
- 308-309 à 311 : usurpation de Domitius Alexander contre l'empereur Maxence. Domitius Alexander, sans attache africaine, est un haut fonctionnaire - vicaire des préfets du prétoire - en poste à Carthage[B 8]. Domitius a un excellent moyen de pression, à savoir le contrôle de l'approvisionnement en blé[réf. nécessaire]. Il peut menacer Rome de famine[réf. nécessaire]. La révolte est réprimée au printemps 310 par les troupes de Maxence : Carthage et Cirta sont livrées au pillage[37],[B 8] ;
- 363-364 : révolte de la tribu des Austuriens qui attaque les villes côtières de Tripolitaine[B 7] ;
- 370-375 : révolte et usurpation « régionale » de Firmus en Maurétanie césarienne. La Maurétanie sétifienne est menacée[B 7] ;
- 397-398 : révolte et possible usurpation du comes Gildon, frère de Firmus[B 9] ;
- 413 : révolte et usurpation du comes Héraclien[B 10].

#### De l'invasion vandale à l'invasion arabe

##### Royaume vandale
L'Afrique romaine a échappé aux grandes invasions du Ve siècle jusqu'en 429, lorsque les Vandales de Genséric débarquent sur les côtes de Maurétanie[réf. nécessaire]. En 439, ils s'emparent de Carthage et créent un royaume qui domine l'Afrique proconsulaire, la Byzacène, la Numidie, la Maurétanie sétifienne et une partie de la côte de la Maurétanie césarienne[réf. nécessaire]. Les Vandales, peu nombreux, s'installent autour de Carthage et, sur ce territoire, confisquent une partie des domaines des grands propriétaires et des biens de l'église, qu'ils donnent à leurs évêques ariens[réf. nécessaire]. L'opposition religieuse d'un clergé africain nicéen, peu enclin au compromis, est vive et la répression vandale culmine par des déportations d'évêques et la confiscation de tous les biens d'Église en 484, qui sont restitués en 495 en mesure d'apaisement.
Malgré ce conflit avec les élites locales, les Vandales ne détruisent pas la culture romaine : en témoignent les tablettes Albertini, recueillies en 1928 à une centaine de kilomètres au sud de Tebassa[réf. nécessaire]. Cette série d'actes notariés établis entre 493 et 496 sont rédigées selon les formules du droit romain, dans un latin mêlé de mots berbères et emploient les unités monétaires romaines. Les parties et les témoins qui savent signer le font en latin, et certains portent des titres romains : magister, flamine perpétuel, presbyter.
Le reste de la Maurétanie hors de la domination vandale se fractionne rapidement en une série de principautés berbères indépendants : royaume d'Altava, royaume de l'Ouarsenis, royaume du Hodna, royaume des Aurès, où romanité et chrétienté se perpétuent en vase clos. Au début des années 480, la notice des provinces et cités d'Afrique recense 166 évêchés pour les Maurétanies Sitifienne et Césarienne.

##### Reconquête auVIesiècleet Afrique byzantine

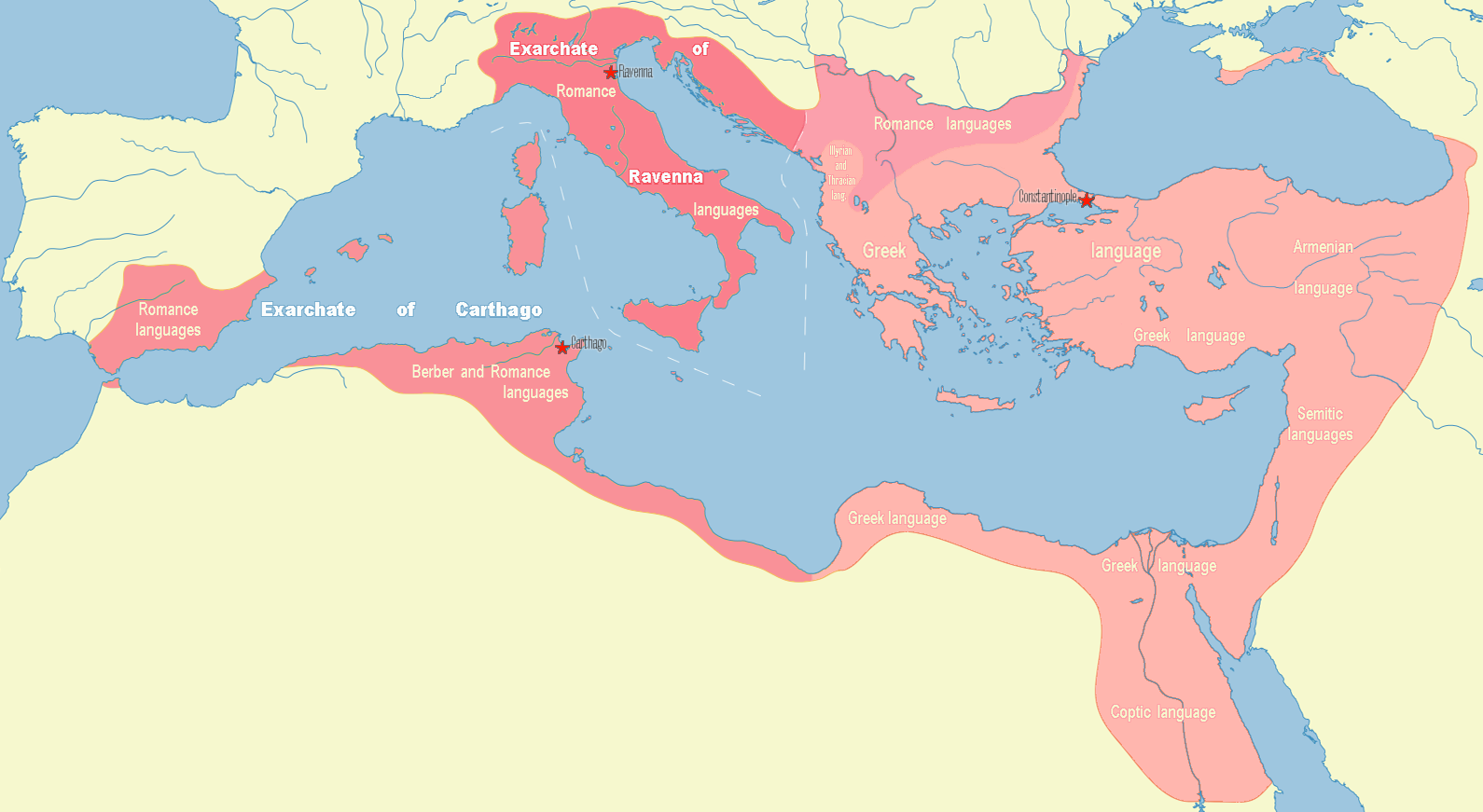
La reconquête partielle de l'Afrique romaine par l'empereur byzantin Justinien et la place de l'Exarchat d'Afrique.

Lucien Musset dresse ce bilan du siècle de domination vandale qui prend fin en 533-534 : « l'Afrique romaine perd le meilleur de ses forces spirituelles et de sa classe dirigeante, ainsi qu'une bonne partie de ses territoires périphériques ». L'Afrique revient dans le monde romain sous le règne de l'empereur Justinien, par l'alliance entre Bélisaire et les berbères de Numidie et de la côte maurétanienne jusqu'à Césarée et Tingis. Cette nouvelle Afrique romaine se couvre de fortifications byzantines et revient à la prospérité économique durant le VIe siècle mais sur un territoire plus réduit qu'avant les Vandales : les principautés maures de l'Atlas conservent leur indépendance. Le christianisme y est actif : des textes mentionnent des conciles locaux en 525 et 646, des épigraphies chrétiennes apparaissent à Altava jusqu'en 599, à Tlemcen jusqu'en 651, à Volubilis jusqu'en 655.

##### Fin de l'Antiquité et naissance de l'Ifriqiya
Après un premier raid sur Sbeïtla en 643, la conquête et l’occupation arabe débute par la fondation de Kairouan en 670[réf. nécessaire]. Carthage tombe en 698, Ceuta à l’autre bout de l’Afrique en 709], l'ancienne province d'Afrique devient l'Ifriqiya[réf. nécessaire]. Les berbères christianisés, dirigées notamment par la Dihya (Kahena), résistent vigoureusement, s'emparant même de Kairouan de 683 à 686[réf. nécessaire].
À partir du VIIIe siècle, après la conquête arabe, les données sur la survivance de la culture et de la religion romaine sont très rares. Les populations se convertissent à l'islam, religion du pouvoir dominant, mais l'on ignore à quel rythme. Selon Antonino Di Vita, la persistance du punique dans les campagnes, signalée du temps d'Augustin d'Hippone, expliquerait en partie une rapide assimilation par des conquérants partageant un fond culturel chamito-sémitique commun. Néanmoins, cette conversion est chaotique : selon Ibn Khaldoun, les Berbères apostasièrent jusqu'à douze fois en 70 ans, tandis que d'autres embrassaient au VIIIe siècle le kharidjisme, une forme d'islam dissidente, puritaine et égalitaire, rebelle au califat. Des populations chrétiennes subsistent, et l'on trouve encore des épitaphes du Xe siècle et du XIe siècle rédigées en latin en Tripolitaine et à Kairouan, mais des lettres de papes Léon IX et Grégoire VII ne dénombrent plus que cinq évêques africains en 1053, et deux en 1076. À la fin du XIe siècle, les dernières traces romaines s'éteignent.
De l'Afrique romaine, subsistent essentiellement de très nombreux vestiges archéologiques, allant des spectaculaires monuments de El Jem, Leptis Magna et Sabratha aux plus modestes sites dispersés dans les campagnes d'Afrique du nord[réf. nécessaire].

## Romanisation, culture urbaine, lettres et arts

### Culture romaine
De nombreux vestiges montrent la propagation de la culture romaine en Afrique : art, monuments funéraires, monuments votifs, onomastique ou religion.
Les Berbères mettent près de deux siècles et demi à abandonner les noms libyco-puniques. Si dès la fin du Ier siècle, les tria nomina semblent être adoptés par la population de l'Afrique proconsulaire, il faut atteindre le IIe siècle pour que cet usage le soit dans les deux provinces de Maurétanie et en Numidie. Plus globalement, la romanisation est plus ou moins lente selon les secteurs de l'Afrique romaine. Les centres urbains côtiers, tels que Hadrumète ou Carthage, se sont très vite romanisés, comme les colonies fondées par Caius Marius en Numidie alors que les anciens comptoirs puniques sur le littoral ou les territoires numides ont connu une romanisation plus lente. Les centres ruraux ont peu bénéficié de l'influence romaine.
Les guerres civiles romaines du Ier siècle permettent à Caius Marius et à Jules César de faire progresser la romanisation en installant de nombreux vétérans de leurs légions sur le sol africain. La majorité des terres confisquées aux rois africains qui avaient engagé leurs troupes aux côtés des généraux vaincus (Sylla, Pompée le Grand) sont désormais entre les mains de l'aristocratie sénatoriale. La romanisation va connaître une accélération sous le Haut-Empire romain.
Au IIe siècle, les cités pérégrines de l'Afrique du nord vont recevoir peu à peu le statut de municipe de droit latin ou romain, permettant ainsi une promotion plus rapide à la citoyenneté romaine sous certaines conditions. Les aristocrates peuvent ainsi commencer une carrière dans l'administration ou accéder au rang de chevalier ou bien devenir sénateur.
L'Afrique du Nord restera fortement romanisée jusqu'aux invasions arabes .

### Civilisation urbaine

#### Développement urbain

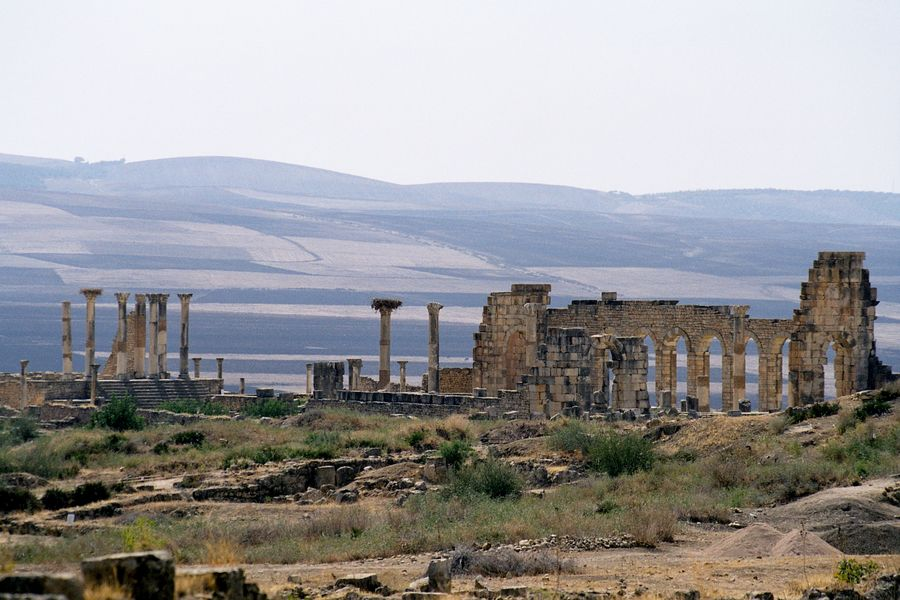
Ruines de Volubilis.

La diffusion d’une culture urbaine et civique en Africa est entamée bien avant la conquête romaine. Elle nous est connue par des témoignages archéologiques et épigraphiques aussi riches que diversifiés à propos desquels on a pu parler d'« Afriques » et du caractère pluriel de son urbanisation.
Cependant, à l’origine de ce développement se trouve un facteur commun, la conquête et les nouveaux rapports - politiques mais aussi économiques et sociaux - qu’elle suscite. On peut situer l’apogée de la civilisation urbaine dans l’Afrique du nord au second et au premier tiers du IIIe siècle. Elle est liée à la prospérité que connaissent les provinces jusqu'à l'époque sévérienne, due en partie au développement du marché de l'huile africaine.
Il est nécessaire de distinguer le développement et la densification du réseau urbain et la romanisation juridique, octroi d’un statut juridique par décision impériale à des communautés plus ou moins intégrées à l'empire.
La ville des cités africaines est caractérisée par une intense activité de ses élites, en particulier dans le cadre de politiques d'évergétisme. Cette pratique a permis de mesurer la permanence des cités jusqu'à la seconde moitié du IIIe siècle, quand l'Empire connaît lui une série de crises structurelles.

#### Émergence d’une élite municipale
Dès le Ier siècle, il existe en Afrique une « bourgeoisie » municipale riche et puissante. Mais c’est seulement à partir de la période flavienne qu’elle apparaît au grand jour et l’essentiel de son expansion se place au IIe siècle et au début du IIIe siècle, périodisation que l’on retrouve dans d'autres provinces occidentales.
Plus que dans n'importe quelles régions de l'empire, les cités africaines convoitent et s'enorgueillissent des promotions municipales et ce même après l'édit de Caracalla en 212. La romanisation des modes de vie va s'illustrer dans une architecture urbaine audacieuse et une pratique des institutions (assemblée du peuple, curies et sénat local) et des magistratures latines.

#### Principales villes

Villes et camps d'Afrique romaine.

- Auzia (Algérie)
- Bulla Regia (Tunisie)
- Calama (Algérie)
- Carthage (Tunisie)
- Cirta (Algérie)
- Columnata (Algérie)
- Cuicul (Algérie)
- Diana Veteranorum (Algérie)
- Dougga (Tunisie)
- Hadrumète (Tunisie)
- Hippone (Algérie)
- Icosium (Algérie)
- Igligili (Algérie)
- Iol, Caesarea (Algérie)
- Lambaesis (Algérie)
- Leptis Magna (Libye)
- Leptis Minor (Tunisie)
- Mactar (Tunisie)
- Madaure (Algérie)
- Milev (Algérie)
- Musti (Tunisie)
- Pomaria (Algérie)
- Pupput (Tunisie)
- Rusadir (Espagne)
- Rusicade (Algérie)
- Sabratha (Libye)
- Saldae (Algérie)
- Siga (Algérie)
- Sitifis (Algérie)
- Sufetula (Tunisie)
- Theveste (Algérie)
- Thagaste (Algérie)
- Thapsus (Tunisie)
- Thysdrus (Tunisie)
- Tiddis (Algérie)
- Timgad (Algérie)
- Tipasa de Maurétanie (Algérie)
- Tingis (Maroc)
- Thuburbo Majus (Tunisie)
- Utique (Tunisie)
- Volubilis (Maroc)

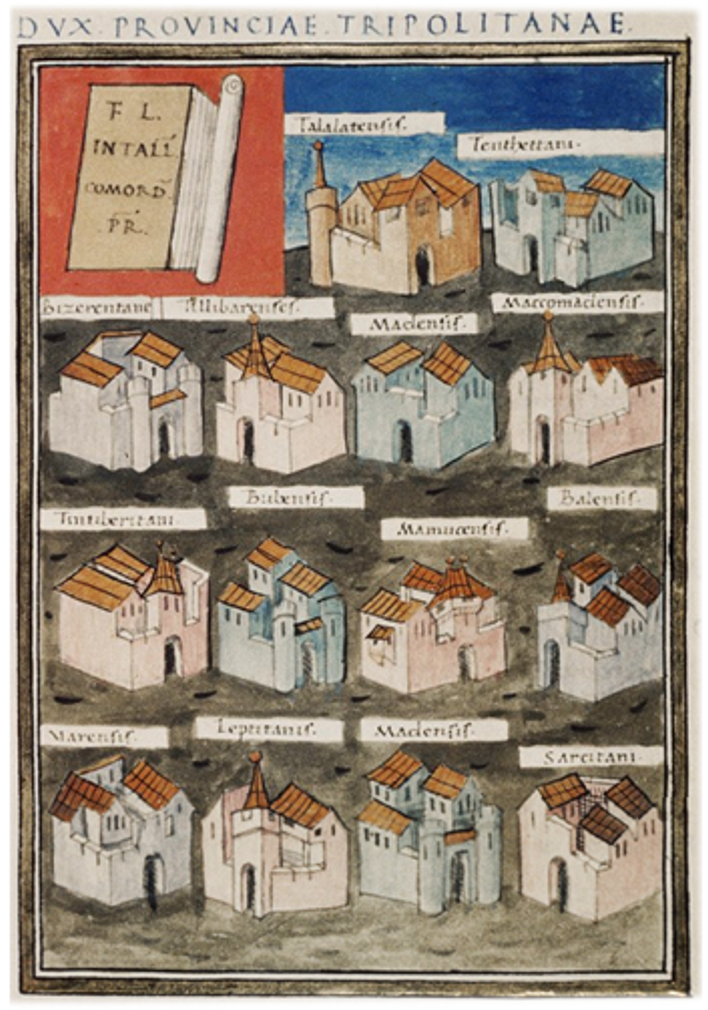
Notitia Dignitatum : la Tripolitaine.
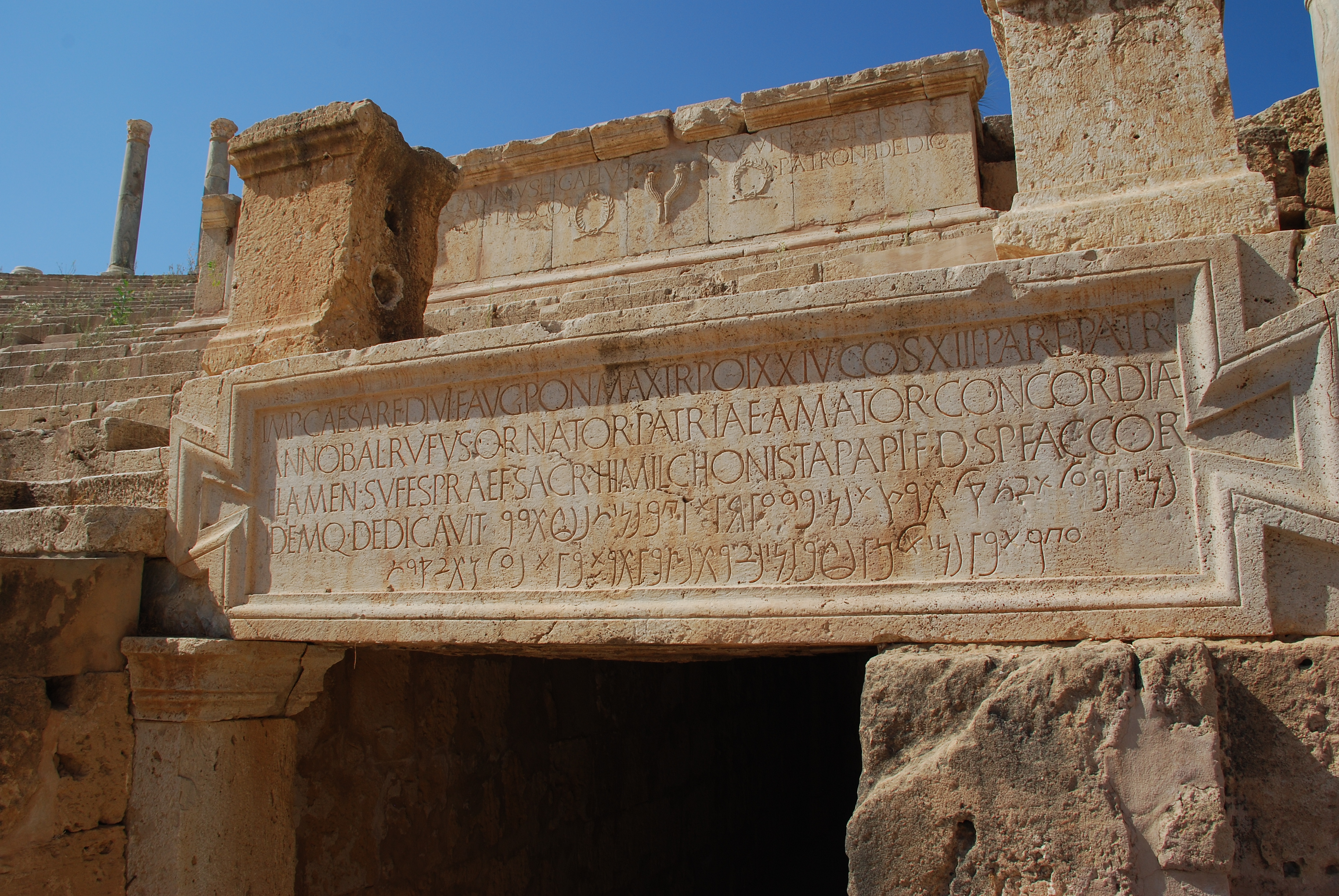
Inscription[49] bilingue - latino-punique - du théâtre de Leptis Magna, Ier siècle, vers l'an 1-2, offerte par un notable de la cité.
Villes à l'époque du royaume de Maurétanie de Juba II et l'Afrique romaine.
Cités de la Maurétanie tingitane (Haut-Empire romain).

### Lettres et arts en Afrique romaine

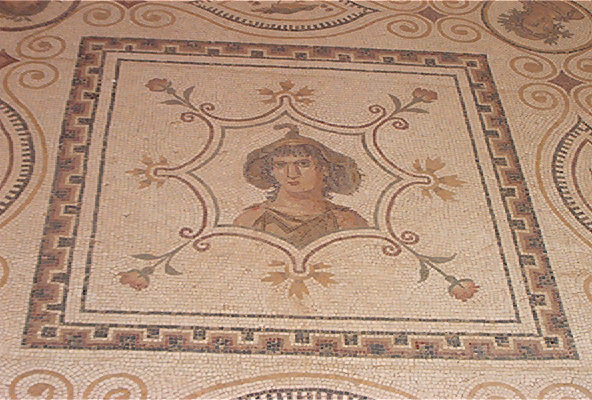
Mosaïque de la Domus Africa de Thysdrus.

L’Africa avait à Rome une réputation de terre de culture. Les excès d'ornementation de la prose africaine (tumor Africus, littéralement l'« enflure africaine ») ont été raillés mais l'archéologie et l'histoire littéraire confirment et appuient le fait que les provinces d'Afrique avaient en leur sein une population soucieuse des arts et des lettres, de leur enseignement et de leur diffusion.

#### Baroque africain
Dans les stèles et les arcs triomphaux, les sarcophages et les arts décoratifs triomphent un style nouveau, étranger aux canons gréco-romain et que Gilbert Charles Picard a nommé le « baroque africain » (en 1959) ; ces formes où se conjuguent sensualisme et traits pathétiques devaient inspirer l'art byzantin.

#### Art de la mosaïque
L'Afrique romaine a développé un goût prononcé pour la mosaïque, cet « art particulièrement africain, car en aucune autre région l'habitude des pavements historiés n'a été si répandue ». Aux reproductions de la vie courante, bucoliques, des activités artisanales et agricoles, se mêlent dans les nombreuses œuvres dont on a pu conserver la trace, la vigueur des emprunts littéraires au monde latin et oriental.

#### De la littérature païenne à la littérature chrétienne
La vigueur des Lettres en Afrique est telle qu'entre le IIe siècle et le IVe siècle, Carthage apparaît comme une capitale culturelle dont les productions littéraires insufflent nouveautés et fraîcheur dans l'ensemble du monde romain. C'est là le résultat de longues années de pratiques des bibliothèques, des lectures publiques, d'échanges incessants avec le cœur de l'Empire et d'influences helléniques. Les Carthaginois ont ainsi diffusé leur goût pour la grammaire et la rhétorique dans la plupart des provinces africaines. Les plus dignes représentants de ce courant sont Florus, Sulpice Apollinaire, Nonius Marcellus, Terentianus dit le Maure et Fronton[réf. nécessaire].

## Économie africaine

### Agriculture

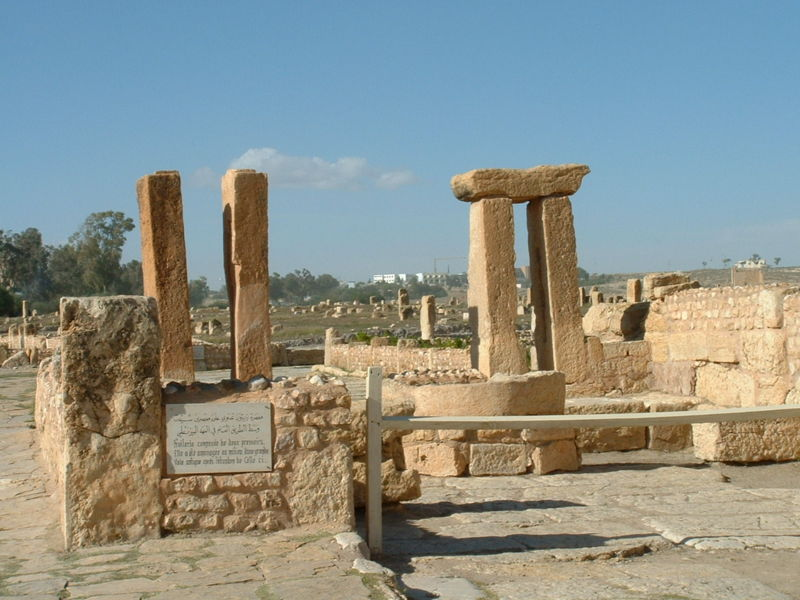
Pressoir à huile ou à vin de Sufetula.

L'Afrique du Nord est considérée de longue date comme une terre particulièrement riche et comme une terre de talentueux agronomes à l'exemple de Magon. Sa divinité tutélaire, Africa, a pour emblèmes la corne d'abondance et le boisseau de blé (modius) à ses pieds.
Dès le règne de Massinissa, une agriculture commerciale se développe en Afrique. Aux yeux des conquérants, cette terre de céréales doit nourrir le peuple romain. Après la conquête romaine, dès le Ier siècle, l'Afrique devient déjà l'un des trois principaux fournisseurs de la ville de Rome. Jules César développe particulièrement l'Africa vestus principalement pour ses ressources en blé.
La production devient rapidement excédentaire, fortement encouragée qu'elle est par Auguste et ses successeurs. Les terres de l'ouest exportent leur production vers le reste du bassin méditerranéen et le blé africain fournit les deux-tiers de l'annone destiné au ravitaillement de Rome. L'Afrique est aussi pourvue d'une arboriculture riche et variée où l'on trouve vignes, oliviers, grenadiers et des plantations d'oasis. Les cultures locales sont tout aussi importantes (truffes, pois, légumes) mais la polyculture est souvent sacrifiée au profit de la culture du blé nécessaire à l'Urbs. La vallée de la Medjerda, l'arrière-pays d’Hadrumète, les terroirs de Cirta, de Numidie Sitifienne et les plaines de Volubilis sont dévolus à la culture céréalière.
Les riches terres céréalières du Bagradas sont des terres agricoles mises en valeur avant l'arrivée des Romains. Après l'arrivée des Romains, les terres africaines voient leurs rendements croître et les terres du sud et de l'ouest furent mises en valeur. Les plus anciennes zones de cultures - emporia de Tripoliatine et territoire de Carthage - sont aussi transformées par le développement de cultures d'exportations fortement rémunératrice. Ainsi, la production frumentaire passa pour la Proconsulaire d'environ 840 000 quintaux de blé par an à l'époque césarienne à près de neuf millions de quintaux sous Néron (soit environ 126 000 000 modi),,. Cependant, il semble que la prospérité commerciale africaine ne voit véritablement le jour qu'à la fin du Ier siècle avec l'essor de l'oléiculture et dans une moindre mesure de la viticulture. La production d'huile d'olive se développe dans des centres urbains comme Hadrumète et atteint son apogée au IIIe siècle lorsque Septime Sévère décide d'augmenter les importations d'huile africaine,.
Ces terres sont mises en valeur par des tenanciers - conductores - liés à Rome par les redevances de l'ager publicus. Les cités possèdent aussi de nombreux domaines, à l'instar de Timgad. Le saltus des hauts plateaux, soumis au régime du colonat, est cultivé par une population indigène réduite au servage. Au IIe siècle, l'activité des tenanciers est encadrée par le consuetudo manciana ou lex manciana - permettant de mettre en valeur des terres incultes sans imposition - qui demeure en vigueur jusqu'à l'époque vandale, comme en témoignent les tablettes Albertini.
Les convois de blé étaient déposés à Ostie par une corporation d'armateurs privés, le collège des naviculaires d'Afrique (navicularii africani), réorganisé par Commode à la fin du IIe siècle en classis Africana Commodia. L'importance du blé africain et de son transport est mise en avant sur une émission de monnaies datée de 186 où figure un navire avec la mention Providentia Augusti. Commode accorde un intérêt important aux grands propriétaires terriens en Afrique. Le collège, créé par Commode, élève à Ostie des bâtiments honorifiques.
Pendant son règne, Septime Sévère encourage le développement des petits propriétaires terriens et les protège des procurateurs, tout en réaffirmant les principes de la lex manciana. Des confiscations de terre ont lieu, elles permettent d'étendre les propriétés foncières impériales. Une attention particulière est apportée par cet empereur envers les aménagements hydrauliques.
L'Afrique romaine possède des gisements de pierre, comme les carrières de marbre situées près de Simitthu qui sont mises en exploitation par Auguste.

### Artisanat et échanges
À l'époque flavienne, entre la Gaule du Sud et l'Afrique se met en place un intense réseau d'échanges dont la céramique constitue le produit phare.
La production d'amphores - pour le commerce de l'huile et du vin - et de vaisselle est aussi attestée mais la documentation est lacunaire hors de l'Afrique proconsulaire. Elle est la preuve du dynamisme des échanges mais aussi des productions agricoles africaines, et ce jusqu'à l'époque vandale car les fouilles archéologiques ont permis de mettre au jour un grand nombre d'artefacts de Byzacène des ports méditerranéens jusqu'au limes rhénan. L'analyse stratigraphique du Monte Testaccio d'Ostie signale que les amphores africaines dépassent en nombre celles de Bétique à partir des années 170.

### Routes commerciales

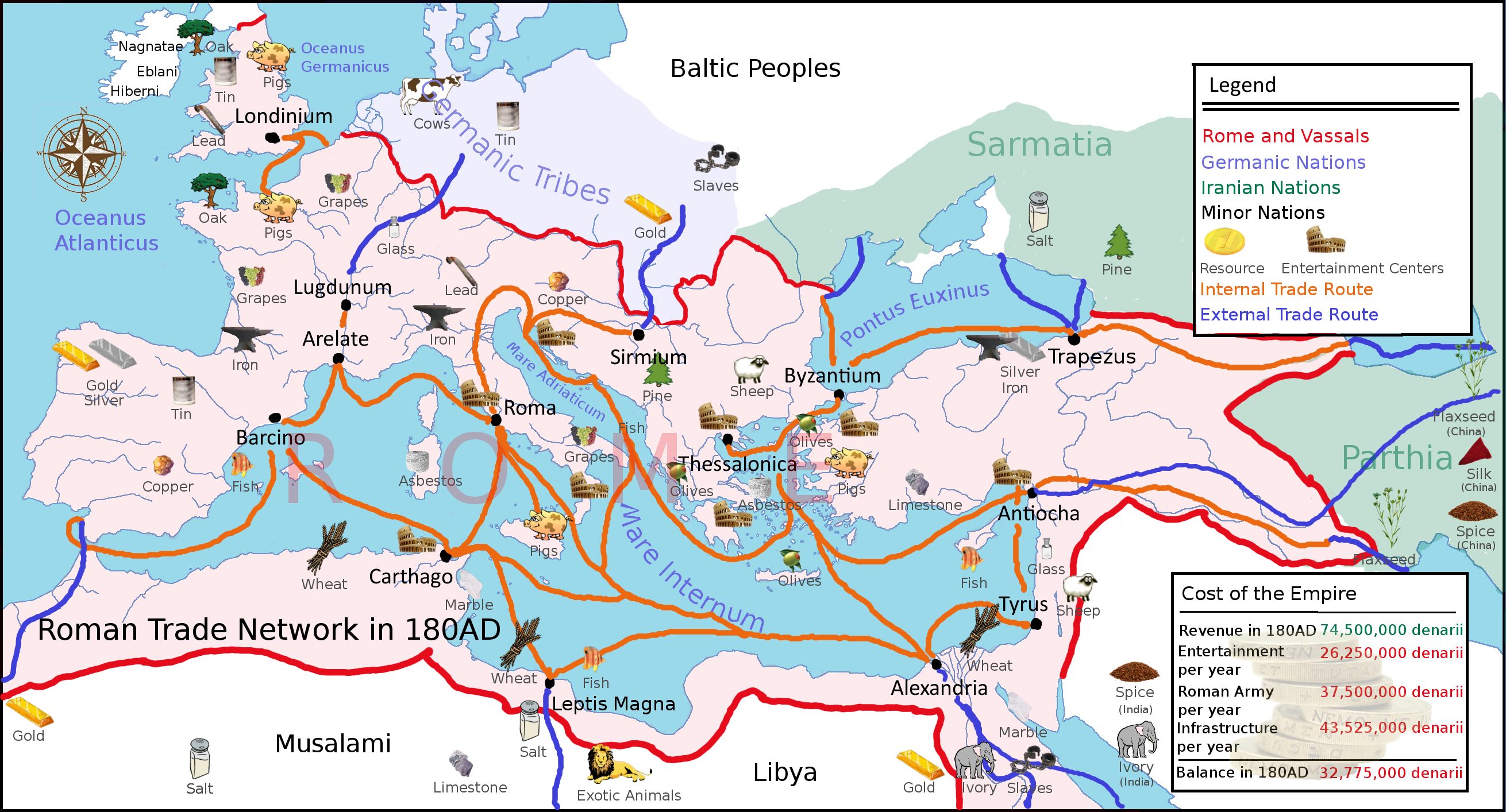
Routes commerciales romaines vers 180.

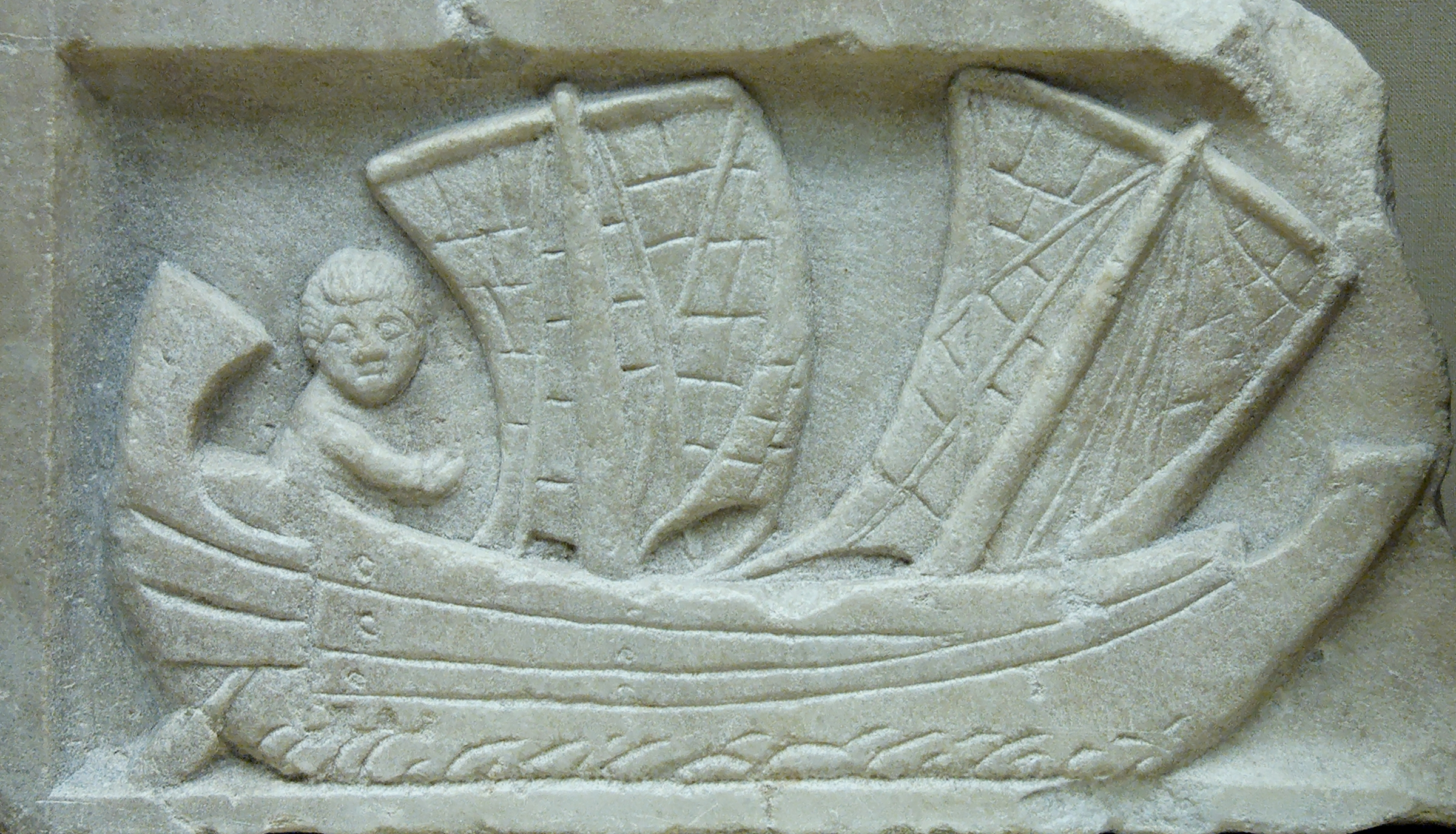
Corbita, bateau de cabotage à deux mâts. Relief en marbre, vers 200, Afrique proconsulaire.

À la fin du Ier siècle, l'Afrique romaine et en particulier la Tripolitaine connaît un essor du commerce provenant des caravanes. Deux pistes permettent un renouveau économique dans le secteur, il s'agit des pistes reliant Sabratha à Cidamus et Leptis Magna à Thamusida.
À la fin du IIe siècle, sous le règne de Commode, une flotte gérée par l'État est créée sous le nom de classis Africana Commodiana et se substitue à la corporation des marchands pour le transport du blé entre les provinces d'Afrique et la ville de Rome.
Thabraca et son port, fondation augustéenne, se spécialise dans l'exportation du marbre provenant de Simitthu. Une autre cité portuaire, Hadrumète, se spécialise dans l'exportation d'huile d'olive et devient le principal port du Sahel.

## Cultes et pratiques rituelles

### Paganisme en Afrique

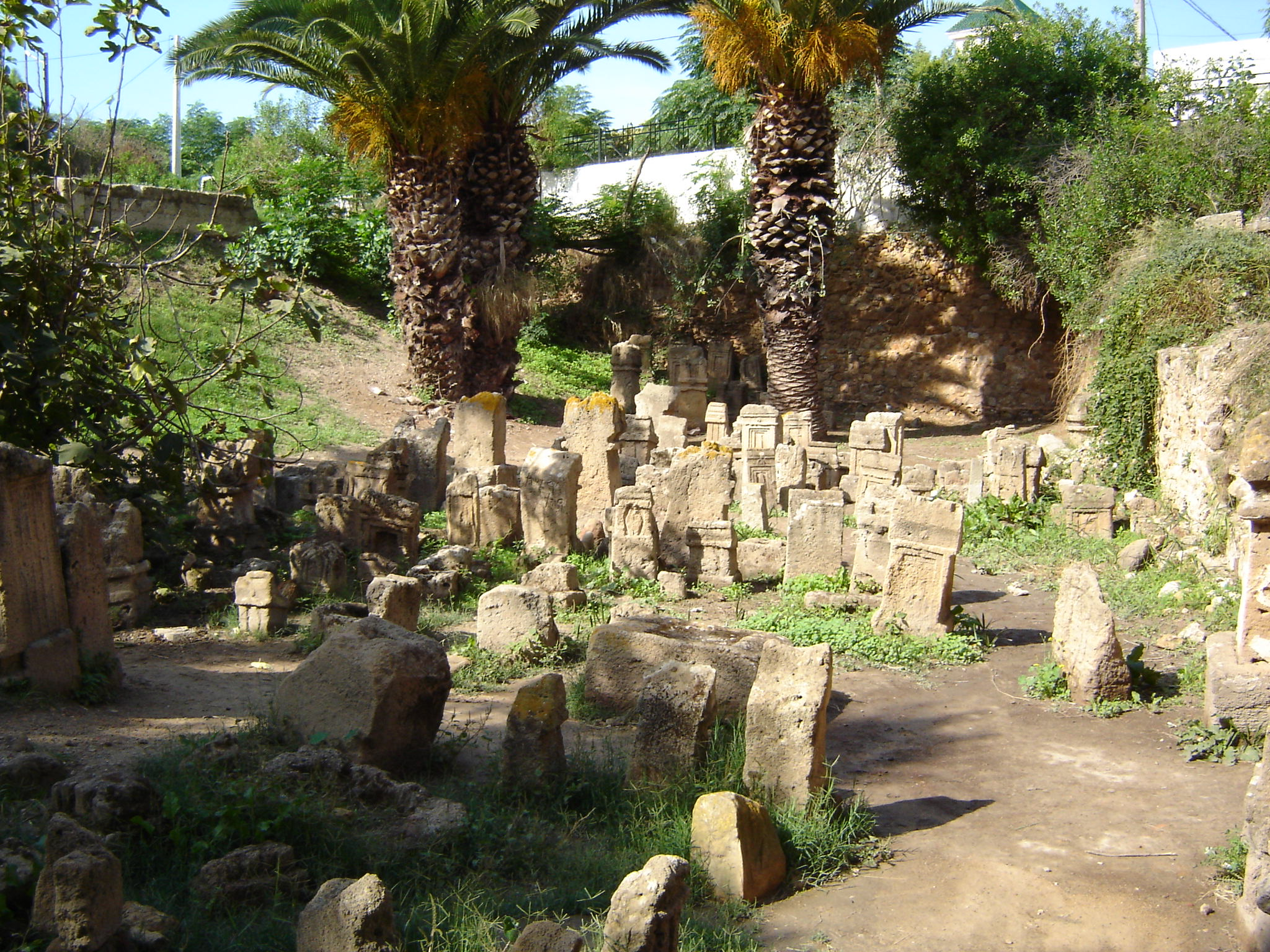
Stèles du tophet de Carthage.

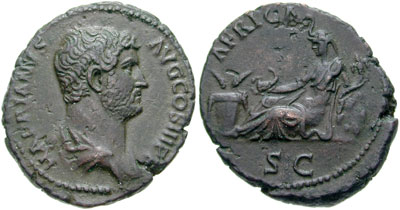
As d'Hadrien (136), représentant sur l'avers la divinité Africa, portant une dépouille d'éléphant, tenant un scorpion et une corne d'abondance, un modius de blé à ses pieds.

#### Substrat libyco-berbère et punique
La religion libyque se maintient jusqu'au IVe siècle : elle se manifeste dans des temples constitués de cercles de pierre ou mzarras. Les divinités étaient souvent liées à la nature. Les morts faisaient l'objet de cultes et de rites. Le panthéon libyque figure sur un relief daté de l'époque romaine retrouvé près de Vaga, avec des dieux puniques. Le panthéon libyque, très nombreux, a été dénommé Dii Mauri et il a été enrichi par les apports de la civilisation punique avant d'être assimilé par les Romains. On a retrouvé des inscriptions datées du IIIe siècle consacrées à ces divinités.
Le panthéon punique était dominé en Afrique par Tanit, première divinité à Carthage et Ba'al Hammon, « Maître des autels embrasés ». Une troisième divinité était importante, Eshmoun, dieu guérisseur. Après le pillage du sanctuaire de Déméter et Koré à Syracuse en 396 av. J.-C. le culte des Cereres s'implante.
L'Afrique romaine passe aux yeux de ses contemporains pour une terre de magie ; les pratiques magiques y sont répandues comme dans tout l'empire mais entretiennent des rapports privilégiés avec de nombreux aspects sociaux. Dion Cassius évoque ainsi l'apparition d'une abondante pluie dans le désert en 42 au moment où les Romains commandés par Cnaeus Hosidius Geta pourchassent le chef maure Salab, alors que ces derniers manquent d'eau et prient les dieux locaux.

#### Terre de syncrétisme
Il est délicat de recenser l'ensemble des cultes traditionnels présents en Afrique romaine[réf. nécessaire]. Avec la conquête romaine, la religion romaine antique et les religions traditionnelles d'Afrique, libyques et puniques, font faire l'objet de réinterprétation et de manifestation d'un « syncrétisme durable ».
Rome vénère certaines divinités locales afin de s'attirer leurs bonnes grâces. L'interpretatio romana permet au panthéon romain de grandir : les dieux étrangers prennent « une forme romaine tout en conservant leur fonction ».

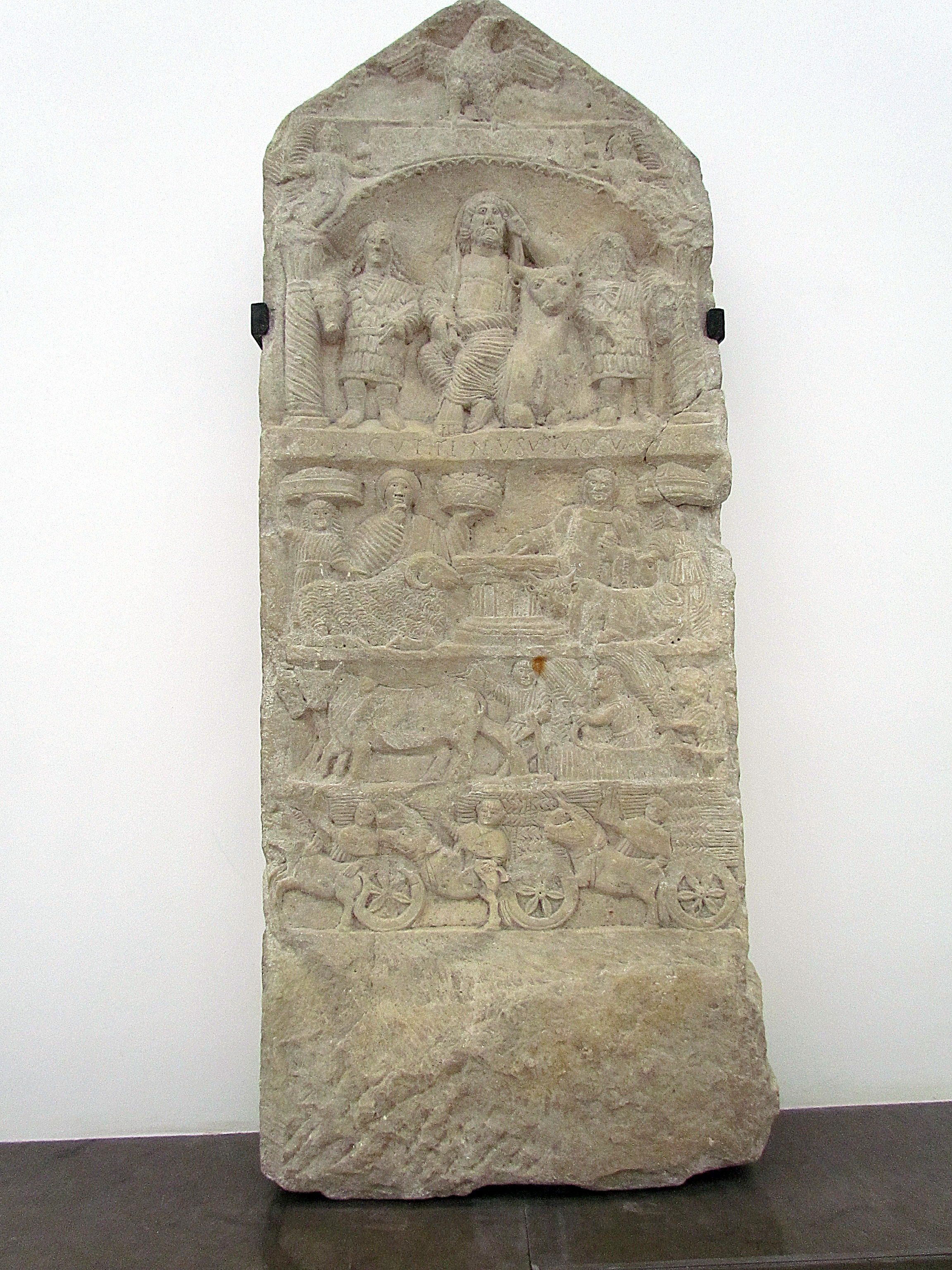
La stèle Boglio au musée national du Bardo.

Une manifestation de ces phénomènes est illustrée par le culte africain par excellence, celui de Ba'al Saturne dit l'Africain qui occupe une place centrale dans le panthéon. Le culte de Saturne a laissé une importante documentation épigraphique et archéologique. Il représente selon Marcel Le Glay et pour l'Afrique romaine, « la meilleure expression de son africitas ». Saturne africain a des caractères chtoniens mais aussi « garant des moissons », et au-delà « dieu suprême et universel ». C'est un exemple d'hénothéisme et concerne la zone anciennement punique, la Tripolitaine est donc exclue. Une stèle consacrée le 8 novembre 323 témoigne du « maintien tardif du culte ». Tanit est assimilée à Junon Caelestis mais le culte est décrit par saint Augustin « avec une évidente mauvaise foi ». Hercule connaît un culte important en Maurétanie et Tripolitaine.
Le culte de Saturne africain était très répandu et possède « un caractère populaire et indigène », les donateurs étaient des Africains « puniques ou berbères ». Dans les villes deux temples à Saturne étaient présents, l'un en périphérie et l'autre au « cœur de l'espace urbain ».
Les sanctuaires ouverts de type tophet sont remplacés par des temples à cour ouverte munie de portiques.
De par son importance en termes de recrues pour l'armée romaine et économique pour la fourniture de blé et d'huile à l'empire, l'Afrique est divinisée sous les traits de la déesse Africa.
L'Afrique romaine connaît « un puissant syncrétisme » et un paganisme fort jusqu'à la fin du IIIe siècle lié à la civilisation urbaine.

#### Divinités gréco-romaines, mysticisme et magie

Statue de l'Hercule de Massicault conservée au Musée national du Bardo.

À l'exemple du grand dieu africain, les divinités gréco-romaines ont été assimilées tout en conservant des caractéristiques « nationales ». La place faite aux cultes agraires, ouraniens et chtoniens, l'importance accordée aux dieux locaux et domestiques ont marqué la religiosité africaine. Les échanges dans le domaine religieux sont particulièrement nombreux et l'on a pu constater des résurgences puniques dans des cultes de populations romanisés.
Les Romains ont amené en Afrique leur panthéon et également le culte domestique au sein des laraires. Vénus connaît un grand succès en Maurétanie, sans lien avec l'importance du culte de l'Astarté phénico-punique. Le même phénomène se remarque pour Apollon, dont le culte n'a pas de relation avec Reshef, comme à Bulla Regia : est attesté « le succès des dieux romains en Afrique » ainsi que des magistratures comme les pontifes ou augures y compris jusqu'au IIIe siècle.
Les cultes orientaux ont eu un moindre succès en Afrique qu'ailleurs, en particulier le culte de Mithra et même celui de Cybèle. Le culte d'Isis et Sérapis eut un grand succès, « syncrétisme d'assimilation cumulative qui se nourrissait des cultes traditionnels ».
Le mysticisme africain aurait été orienté vers les cultes à mystères grecs, dont celui des Cereres avec un aspect issu des mystères d'Éleusis. La statue dite Hercule de Massicault aurait été une représentation d'un initié. Le mysticisme dionysiaque aurait été un signe également selon Charles-Picard, cette interprétation est toutefois battue en brèche selon les recherches récentes, le décor dionysiaque ayant une finalité décorative en particulier à Thysdrus. Il n'y a pas de « crise des cultes païens traditionnels » en particulier au IIIe siècle .
Les Africains ont laissé des traces de superstition et magie, la crainte du mauvais œil entraînait une profusion de symboles en particulier sur les mosaïques. L'Afrique a livré des tablettes de défixion, témoignages de magie, portant des imprécations destinées à accomplir des vœux.

### Culte impérial
Sous Auguste, le culte impérial connaît une grande vigueur dans la région parallèlement au culte africain, les Romains s'appuyant sur le culte des rois morts pratiqués dans cette partie du monde depuis plusieurs siècles. Les Romains ne font que suivre cette pratique tout en l'orientant vers le culte des empereurs vivants et morts.
Au siècle suivant, Vespasien va intensifier la pratique du culte impérial dans cette partie de l'Empire romain avec la création du titre de flamen Augusti provinciae.

### Essor et affirmation du christianisme africain

#### Début et essor du christianisme africain
Le christianisme se diffuse tôt en Afrique. Selon Claude Lepelley, le christianisme occidental latin est né en Afrique du Nord. Au milieu du IIe siècle, les communautés chrétiennes y étaient déjà très nombreuses et dynamiques[réf. nécessaire].
Faute de documentation assez complète, il est difficile de reconstituer les étapes et les lieux de diffusion qui ont précédé l'arrivée des chrétiens dans les provinces africaines. De plus, ce sont essentiellement les sources chrétiennes – notamment celles de Tertullien - qui permettent de retracer l'histoire de l'Église africaine au IIIe siècle, ceci posant évidemment un problème d'objectivité. Au-delà, la majorité de sources de l'époque sont carthaginoises.
On situe l'apparition en Afrique des premiers chrétiens avant l'an 180. Le premier document qui nous permet d'appréhender le christianisme en Afrique sont les Actes des martyrs scillitains. Largement minoritaires, les chrétiens adoptent dès le départ une attitude offensive pour propager leur foi et se dirigent sans trop d'appréhension vers un conflit ouvert avec le pouvoir impérial polythéiste[réf. nécessaire].
L'histoire des débuts du christianisme en Afrique est étroitement liée à la personne de Tertullien. Né de parents païens, il entre dans la communauté chrétienne de Carthage vers 195 et devient proche de l'élite municipale qui saura le protéger contre la répression des autorités. Ayant reçu la prêtrise, il s'emploie dans ses premiers écrits à lutter pour que l'Église chrétienne soit reconnue officiellement par l'empire[réf. nécessaire].
On peut parler, à la suite de Tertullien, de « christianisme africain » tant ce dernier adopte un caractère spécifique, se faisant remarquer par son intransigeance. Afin de s'ancrer dans la vie africaine, la doctrine chrétienne, à travers les écrits de Tertullien, cherche à s'émanciper de toutes les institutions païennes qui structurent la société romaine de l'époque. Il faut voir dans ce travail d'écriture plus une transcription et une mise en valeur des problèmes spécifiques d'une nouvelle communauté que la volonté d'un homme d'imposer à de fervents croyants une doctrine qui ne leur convient pas[réf. nécessaire].
Les chrétiens refusent donc de participer aux nombreuses cérémonies fondant la vie civique. Dans son œuvre De l’idolâtrie, Tertullien précise la nature des activités déconseillées aux chrétiens : ils doivent, pour les plus riches, refuser de participer à la vie politique de la cité en tenant un quelconque poste, refuser tout métier agricole qui pourrait fournir des produits et animaux aux séances de sacrifices. Les chrétiens ne doivent pas non plus exercer le professorat qui les obligerait à enseigner les mythes et cultes païens.
Ce qui sépare et oppose le plus les autorités romaines et la communauté de chrétiens, c'est le fait que ces derniers refusent de servir au sein de l'armée de l’Empire. Tertullien souligne la difficulté de concilier le serment militaire avec celui prononcé lors du baptême. Outre l'omniprésence des rites païens dans la vie militaire, le plus grand dilemme pour les chrétiens est la probabilité de tuer des adversaires pendant les combats, chose incompatible avec le message évangélique.
Ce choix politico-religieux a été à l'origine de conflits parfois violents, les chrétiens étant accusés de mettre en péril la cité quand leur refus de service militaire se faisait pendant une période qui nécessitait un besoin accru de soldats. Il a amené des sanctions qui ont parfois été jusqu'à la mise à mort, créant la situation de martyr très spécifique à la religion chrétienne.
Du fait d'« un idéal héroïque exalté », la multiplication des martyrs, de leurs cultes et de leurs récits, comme le martyre de Perpétue et Félicité, fut l'un des traits marquants du christianisme africain.
Tertullien lui-même prône la souffrance et le martyre comme issue vers le salut. Le système pénal du début des persécutions requérant la soumission aux animaux ou aux combats dans l'arène, introduit dans les premiers écrits chrétiens (actes des martyrs ou écrits patristiques) la construction d'une identité de combattant ou de compétiteur pour la foi dans la longue tradition hellénistique des compétitions organisées en l'honneur des dieux. Le martyre devenait un acte de résistance et de mémoire, inscrit dans un calendrier commémoratif, socle du calendrier chrétien[réf. nécessaire].

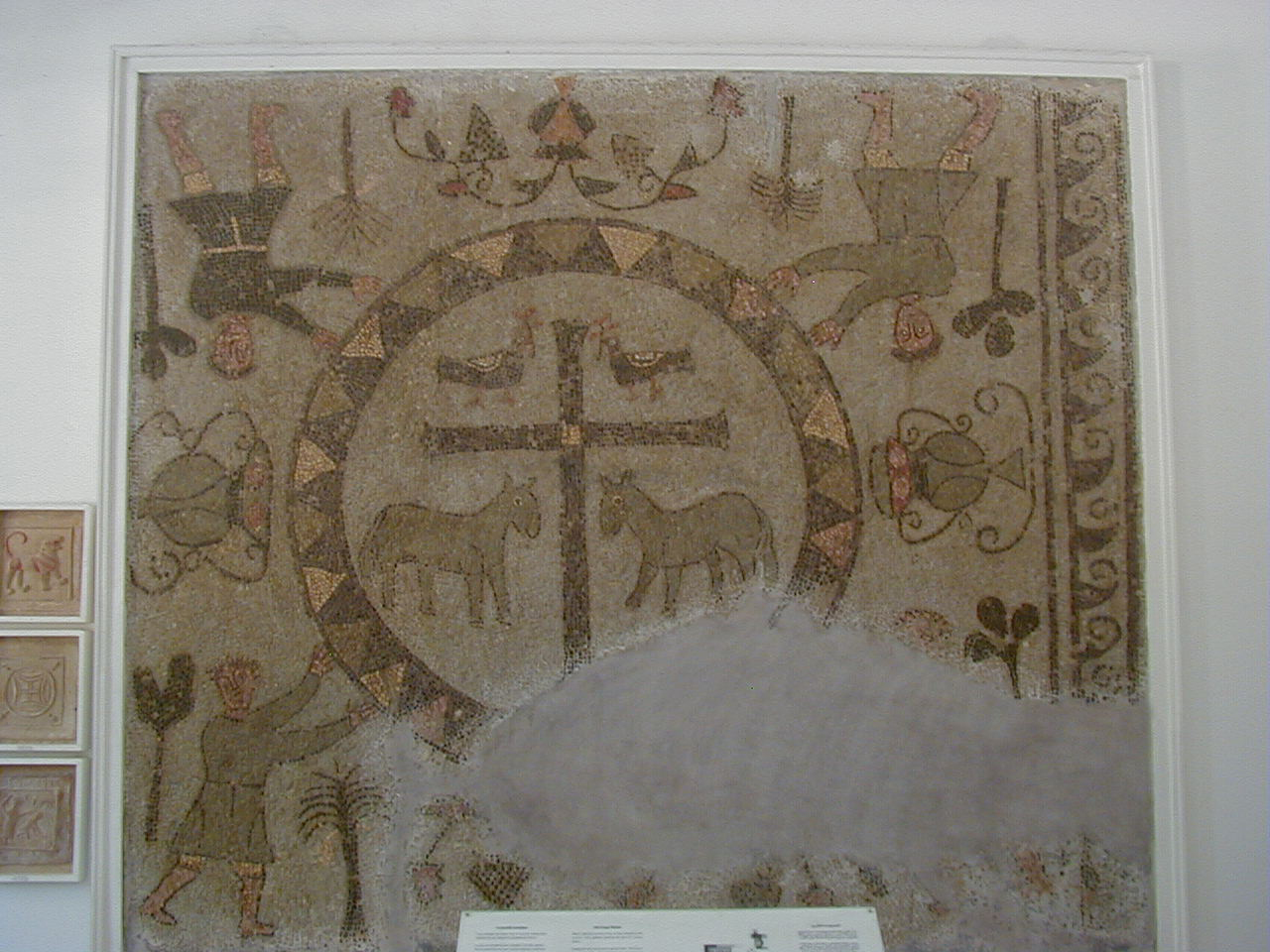
Mosaïque des quatre évangélistes, trouvée dans la maison du vicus castrorum de Carthage Musée national de Carthage.

À travers cette base doctrinale extrêmement stricte et difficile à défendre devant une population qui ne comprend pas la plupart du temps les choix des chrétiens, Tertullien cherche à éviter à sa communauté de se mélanger aux rites et coutumes païens afin de garder toute sa spécificité et de préserver ses chances d'éclosion. Pour autant, il ne veut pas s’éloigner de la vie de la cité, encore moins de celle de l'empire. Il aime l'empire et est convaincu de ses bienfaits dans les provinces africaines[réf. nécessaire].
Les chrétiens ont cependant aidé, via leur intransigeant besoin à la fois de démarcation et d'affirmation au sein de la société africaine, à instaurer un climat de tension entre eux et le reste de la population, mais surtout avec le pouvoir impérial qui devant cette menace de division, ne tarde pas à réagir[réf. nécessaire].
La doctrine chrétienne, qui a pris pied en premier lieu sur les côtes africaines, s'est développée par la suite à l'intérieur des terres. Si l'on ne situe pas précisément la ville dont sont originaires les martyrs scillitains (Scillium, Scillitium ? dans la région de Carthage), ceux de Madaure, Miggin et Namphamon sont attestés à la même époque : les chrétiens connaissent leurs premiers martyrs dans un contexte politico-religieux en constante évolution[réf. nécessaire].

#### AuIIIesiècle, entre fragilisation et persécution
Le IIIe siècle connaît une fragilisation importante des fondements religieux du pouvoir impérial. Censé être protégé des dieux, le mythe de l'empereur qui se situe au-dessus des hommes est remis en doute par les païens, en particulier après la mort de Dèce au combat, en 251. Les coupables sont vite trouvés : par leur impiété, les chrétiens sont accusés d’avoir provoqué la colère des dieux[réf. nécessaire].
Dèce lui-même avait déjà instauré cette notion de « bouc émissaire » pendant la « persécution de Dèce », de 249 à 251. La persécution romaine, la première attaque officielle contre l'Église africaine, est entérinée par un édit promulgué dès 249 qui oblige les chrétiens à prier pour le salut de l'empereur et à procéder à des sacrifices ou des libations[réf. nécessaire].
Les chrétiens doivent choisir. Plusieurs attitudes sont relevées : certains suivent les consignes des autorités (relayées par les cités africaines) et se plient à l'édit, allant jusqu'aux sacrifices d'animaux - chose formellement interdite par leur dogme - ; d'autres, pour qui il est inconcevable de renier l'Évangile, préfèrent fuir ; d'autres encore choisissent de déclarer ouvertement leur mécontentement à la population, mettant leur vie en péril[réf. nécessaire].
L'autorité romaine, en formulant cet édit, a divisé la communauté chrétienne qui, à la suite de cette crise, montre encore une fois toute son intransigeance. Ceux qui ont cédé aux demandes de Dèce et ont participé aux supplications – les lapsi - se voient très mal accueillis par les « résistants » quand vient l'heure de leur réintégration. Les évêques qui ont « péché » sont pour la plupart pardonnés mais se voient refuser le retour à leur fonction. La persécution a engendré une telle crise au sein de l'Église africaine que le concile de Carthage propose, en 256, de rebaptiser les fauteurs afin qu'ils redeviennent purs. Il se heurte violemment à l'évêque de Rome pour qui ce double baptême est tout bonnement inconcevable car il discréditerait le rite sacré et unique de l’évêque[réf. nécessaire].
Après une brève période de calme, les persécutions recommencent en 257 sous l'impulsion de Valérien. Ce sénateur romain, proche des élites hostiles au christianisme, emploie une nouvelle tactique pour affaiblir les chrétiens. Il décide de couper l'élite chrétienne de sa base. Les gouverneurs de province ont pour ordre d'exiler tout évêque ou clerc qui refuserait de s'adonner aux rites sacrificatoires.
Ainsi Cyprien de Carthage, grande figure du christianisme africain est exilé ; d'autres sont condamnés aux mines. La persécution devient sanglante un an plus tard quand Cyprien et d'autres clercs, victimes des nouvelles mesures romaines, sont condamnés à mort et décapités[réf. nécessaire].
Il faut attendre la mort de Valérien en 260 pour que le calme revienne en Afrique. Son fils Gallien se montre beaucoup plus conciliant : il arrête les poursuites contre les chrétiens et promulgue un édit de tolérance qui débute la période de la petite paix de l'Église. Cette cohabitation pacifique permet à l'Église africaine de se développer dans les provinces et d'augmenter le nombre de ses fidèles. Dioclétien, à la fin de la Tétrarchie, devait provoquer le retour des persécutions (303-304), qui elles-mêmes, si elles furent appliquées avec moins de zèle que dans certaines régions de l'empire, devait confronter le christianisme africain à la crise donatiste.

#### Triomphe duIVesiècleet crise donatiste
L'édit de Milan de 312 devait cependant permettre aux Églises locales de se développer.
En 312, apparaît à Carthage le donatisme du nom de son initiateur Donat le Grand. Ce « grand schisme africain » dénommé ainsi par Tadeusz Kotula dure un siècle et est rejoint par une majorité des Africains d'Afrique du Nord malgré les persécutions du pouvoir romain.
Au IVe siècle, l'Afrique vit la naissance d'Augustin d'Hippone, père de l'Église dont la pensée devait avoir une influence déterminante sur l'Occident chrétien au Moyen Âge et à l'époque moderne.

## Débats historiographiques et sources
L'histoire de l'implantation romaine en Afrique est complexe et l'historiographie de l'Afrique romaine a longtemps souffert d'une comparaison établie entre colonisation antique et colonisation moderne analogie parfois « inversée » selon la formule d'Yvon Thébert.
Les sources épigraphiques et littéraires manquent parfois pour des périodes et sujets comme la réaction romaine face aux révoltes de la fin Ier siècle av. J.-C., à l'exception de l'énumération des triomphes des généraux romains, mais sans que l'on puisse connaître sa source. Les tablettes Albertini apportent de précieux renseignements sur les actes de vente à l'époque vandale.

### Avant leXIXesiècle
Les sources antiques sont nombreuses, mais parcellaires et souvent très partiales. Il possible de citer des sources grecques comme Claude Ptolémée, géographe grec d'Alexandrie du IIe siècle dans son ouvrage Géographie qui s'inspire d'auteurs plus anciens comme Marin de Tyr, astronome et géographe phénicien du Ier et IIe siècles av. J.-C., ou de Pausanias le Périégète, géographe du IIe siècle et auteur de Périégèse.
L'Histoire Auguste qui commence avec le règne d'Hadrien écrit par Aelius Spartianus, nous apporte des éléments sur les empereurs et les usurpateurs durant la crise du troisième siècle. Les évènements de la crise du IIIe siècle sont complétés par une littérature abondante d'Hérodien.
Pour l'époque sévérienne, les sources de l'époque sont peu nombreuses, très partiales et écrites longtemps après les faits. Tertullien, écrivain berbère de langue latine du Ier et IIe siècles av. J.-C., évoque les révoltes en Afrique à cette époque dans son œuvre Contre les juifs ainsi que l'Histoire Auguste qui reprend les écrits d'Aurelius Victor pour cette période.
Une des sources médiévales est celle d'Eustathe de Thessalonique, érudit et ecclésiastique byzantin du XIIe siècle, qui évoque les évènements qui se déroulent au début du Ier siècle av. J.-C. lors des révoltes des Garamandes et des Musulames qui amènent à la mort de deux généraux romains.

### XIXesiècle
Dans les années 1830, dans un contexte colonial, l'étude du passé romain dans la région est la chasse gardée de chercheurs, diplomates, militaires et religieux français soucieux de l'étude du patrimoine romain[réf. nécessaire]. Cette historiographie volontiers colonialiste révèle d'emblée ses enjeux idéologiques et politiques, même si les arrière-pensées idéologiques ont été exagérées. Les Français se veulent les héritiers du pouvoir romain dans la région et avec l'aide des chercheurs, tentent de construire un modèle de conquête dans une terre à la réputation d'indocilité[réf. nécessaire].
Certains travaux historiques se présentent alors comme une justification de la colonisation. Il s'agit de se placer sur un pied d'égalité avec le conquérant romain. L'histoire militaire occupe donc une place de choix dans les études sur la région et nombre d'essais et de monographies sont le fait de d'officiers français.
Pour les membres du clergé catholique, l'Africa est une terre de mission autant que le berceau d'un christianisme marqué par la présence d'Augustin d'Hippone. L'archéologie et l'épigraphie se développent avec le soutien de l'armée, des érudits et des autorités locales pour concurrencer dans ses colonies l'historiographie allemande. Ainsi en 1855, Louis Rénier, bibliothécaire de la Sorbonne, livre les Inscriptions latines d'Algérie, corpus de 4 400 documents épigraphiques.

### XXesiècle

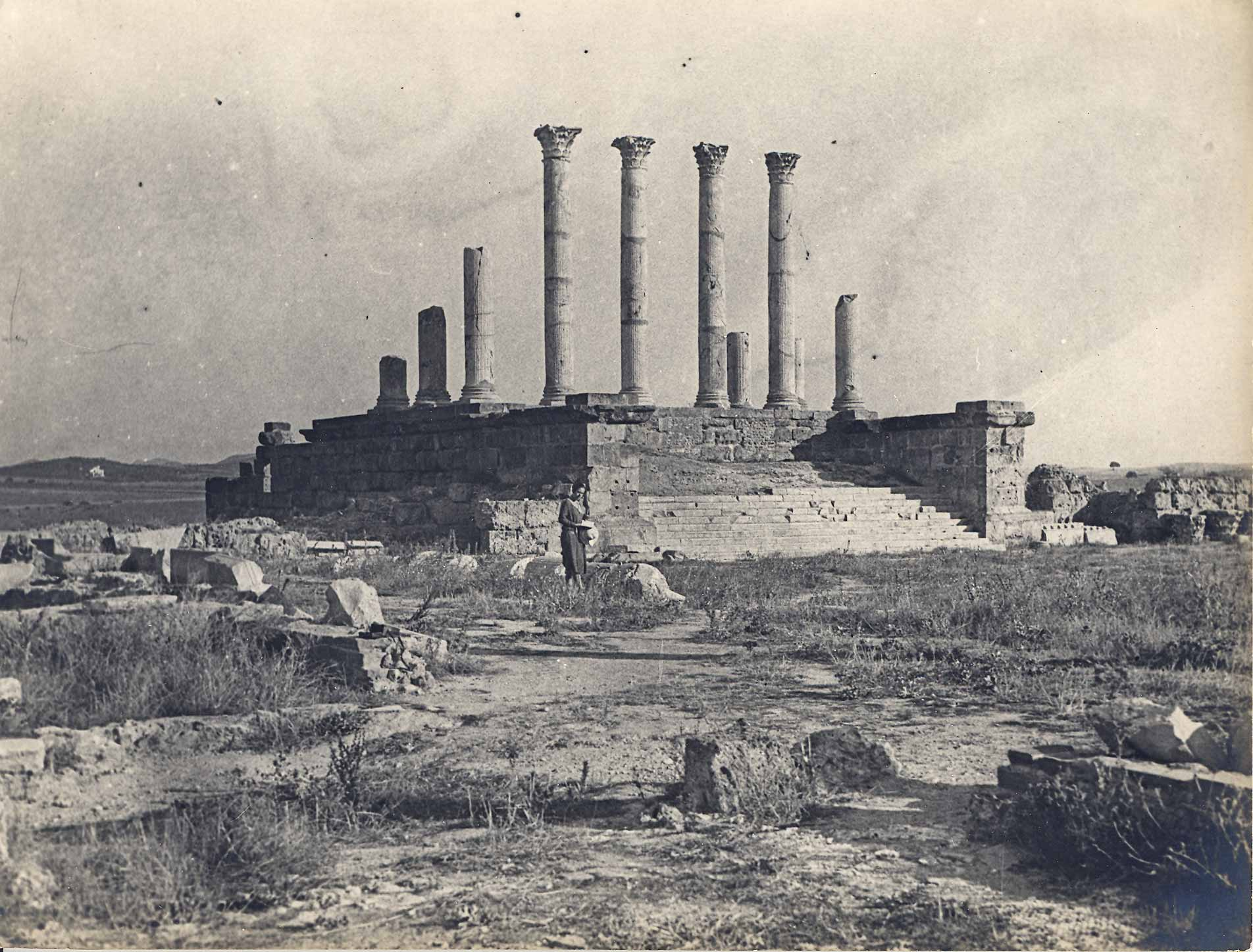
Capitole de Thuburbo Majus, vers 1930.

Après la décolonisation de l'Afrique, le discours historique, les thèmes et les objectifs de son écriture, semblent « s'inverser » dans les travaux universitaires français et maghrébins, pour prendre le parti « africain », sans toutefois se départir entièrement des problématiques précédentes. Le combattant algérien est comparé au résistant berbère. Le sous-développement du pays est mis en parallèle avec la richesse de Rome ou de la France qui exploitent la région. Le terme de résistant, connoté positivement à la suite de la Seconde Guerre mondiale, joue son rôle. L'étude des formes de résistance à la romanisation se développe, en particulier, la « résistance religieuse » africaine.
La thématique est ainsi traitée sous un angle différent par Pietro Romanelli dans son Histoire des provinces romaines d'Afrique (Storia delle Provincie Romane dell'Africa) en 1959 ou par Gilbert Charles Picard dans La civilisation de l'Afrique romaine en 1959 en mettant en avant les actions entreprises par la dynastie flavienne. L'historiographie commence à faire la distinction entre les provinces romaines de l'Afrique et occupation romaine de l'Afrique en trois zones différentes. La question de la répartition géographique des tribus et peuples a suscité une importante bibliographie mais aucune carte ne semble pouvoir prétendre à l'exhaustivité ni à la précision absolue[réf. nécessaire].

### XXIesiècle
Au XXIe siècle, la recherche historique tente de sortir de ces discours antagonistes et souvent manichéens pour mesurer la profondeur de la romanisation. La civilisation romaine est vue sous un angle universel, « qui unit les deux rives de la Méditerranée ». Comme le remarque Paul Corbier, « étudier l’impérialisme romain comme un modèle qui préfigurerait l’impérialisme contemporain, c’est naturellement fausser les perspectives de la recherche et nier toute spécificité à l’histoire africaine ». La recherche travaille désormais plus sur les complémentarités que les strictes oppositions. Jacques Frémeaux loue ainsi le travail réalisé par Yann Le Bohec dans son livre L’Afrique romaine (146 avant J.-C. - 439 après J.-C.) tant pour l'exploitation des nouvelles sources archéologiques qu'épigraphiques.
Les recherches récentes cherchent d'une part à replacer l'histoire de ces territoires dans un contexte méditerranéen et d'autre part à évaluer la spécificité des cultures africaines dans le cadre impérial.

#### Romanité
- Guerres puniques (264-146)
- Province d'Afrique proconsulaire (de -146 à 429/535, 593-698, capitale Utique puis Carthage, (dont Africa Vetus et Africa Nova), redéfinie en
  - Byzacène, Valeria Byzacena (303-442)
  - Zeugitana (de), Proconsularis Zeugitana, (de -284 à 435/442, puis 534-698)
- Ouest : 
  - Numidie (province romaine) (de -46 à 429/435), Numidie cirtéenne (303-313)
  - Maurétanie tingitane (de -42 à 429/435), Maurétanie césarienne (de-41 à 429/435), Maurétanie sétifienne (293-585)
- Est :
  - Tripolitaine (province romaine (un temps Syrtica, voir Tripolitaine)
  - Cyrénaïque : Crète et Cyrénaïque (province romaine de -67/20 à +297, capitale Gortyne, Crète)
    - Libya Superior, ou Libya Pentapolitana, ou Pentapole de Libye (Pentapole de Cyrénaïque (it)) : Cyrène, Bérénice (Benghazi), Arsinoé (Tocra), Apollonia, Ptolémaïs,
    - Libya inferior ou Libya sicca : Marmarica, entre Cyrénaïque et Égypte, (Marmarique romaine, Libycus Nomus), voir Marmarique (Barqa, Boreum, Cyrène, Dystis, Erythrum, Olbia, Paraetonium (Marsa Matruh), Antipyrgion (Tobrouk)...)
- Liste des gouverneurs romains de l'Afrique (en)
- Diocèse d'Afrique (314-432), liste des diocèses de l'Empire romain, diocèse (Empire romain)
- Systèmes défensifs de l'Afrique romaine, dont limes Tripolitanus, limes Africanus (Fossatum Africae)
- Expéditions romaines en Afrique subsaharienne
- Venationes, jeux de cirque (à Rome comme ailleurs), en partie avec des bêtes fauves africaines (lions, panthères, guépards, ours, éléphants...)
- Amphithéâtre romain : d'El Jem, de Carthage, de Leptis Magna, en Algérie
- Liste des noms latins des villes d'Afrique, colonies romaines en Afrique du Nord (en)
- Voies romaines en Afrique du Nord
- Liste des ports antiques en Afrique du Nord
- Piraterie en Méditerranée antique, Lex Gabinia (-67), guerre des pirates de Pompée (-67)
- Bâtiments et structures de l'époque romaine en Afrique du Nord (en)
- Monuments romains en Algérie, en Tunisie, en Libye, Arc de Caracalla (Volubilis) (Maroc)
- Démographie de l'Empire romain (en) (8 millions vers +150 en Afrique romaine)
- Romanisation (histoire) : roman africain (langue), romano-africain (peuple)
- Littérature latine d'Afrique romaine
- Personnalités liées à l'Afrique romaine
- Christianisme dans l'Afrique romaine : 
  - Tertullien (160c-220c), Augustin d'Hippone (354-430), Monique d'Hippone, Adéodat
  - Liste de saints chrétiens d'Afrique du Nord, Évêques de l'Afrique romaine
  - Conciles de Carthage (251-535)
  - Donatisme (300c-400c), arianisme (300c-600/700)
  - 4966 martyrs d'Afrique (483), Chrétiens martyrs victimes de l'arianisme
- Origines des Juifs d'Afrique du Nord
- Juifs berbères, peuple témoin, judéo-berbère (langue)
- Ius italicum, Tabula Banasitana (171), Édit de Caracalla (212) (citoyenneté romaine pour les pérégrins), Édit de Banasa (216)
- Diocèse d'Afrique (314-432), de la Préfecture du prétoire d'Italie (Empire romain d'Occident (395-476))
  - la Maurétanie tingitane dépendant de la Préfecture du prétoire des Gaules (337-477) (Empire romain d'Occident)
- Antiquité tardive (à partir de 284/330), Invasions barbares, Vandales

#### 400
- Déclin de l'Empire romain d'Occident en Afrique
  - Royaume des Maures et des Romains (429-578)
  - Royaume du Ouarsenis (430-535)
  - Royaume vandale d'Afrique (435-534)
  - Royaume de Capsus
  - Royaume de l'Aurès (484-703)
  - Royaume des Nemenchas (?), royaume d'Hodna (?)
  - Royaume de la "Dorsale tunisienne"[85] (tribu des Frexes, Antalas (499-550c))
  - Royaume de Tripoli (480c-550c, Cabaon), expédition vandale en Tripolitaine de 523)
- Notitia provinciarum et civitatum Africae (484/490)

#### 500
- Empire byzantin (395-1204, 1261-1453)
  - Afrique du Nord byzantine (535-709), Préfecture du prétoire d'Afrique (534-585/591), Gennadios, Germanus (cousin de Justinien Ier)
  - Bélisaire (500-565), Jean l'Arménien, Solomon (gouverneur)
  - Guerre des Vandales (533-534), Gélimer (dernier roi vandale, 530-534)
  - Guerres byzantino-maures (en) (533-548)
  - Rébellion militaire de Stotzas (535-545)
  - Royaume d'Altava (578-708), Koceïla, Dihya (Kahina)
  - Exarchat de Carthage (585-698),
  - Liste de forteresses et fortifications au Maghreb byzantin (en)

#### 600
- Conquête musulmane du Maghreb (647-709)
- Ifriqiya (Constantinois, Tunisie, Tripolitaine)